# Olympische Sommerspiele 2012/Leichtathletik – 50 km Gehen (Männer)

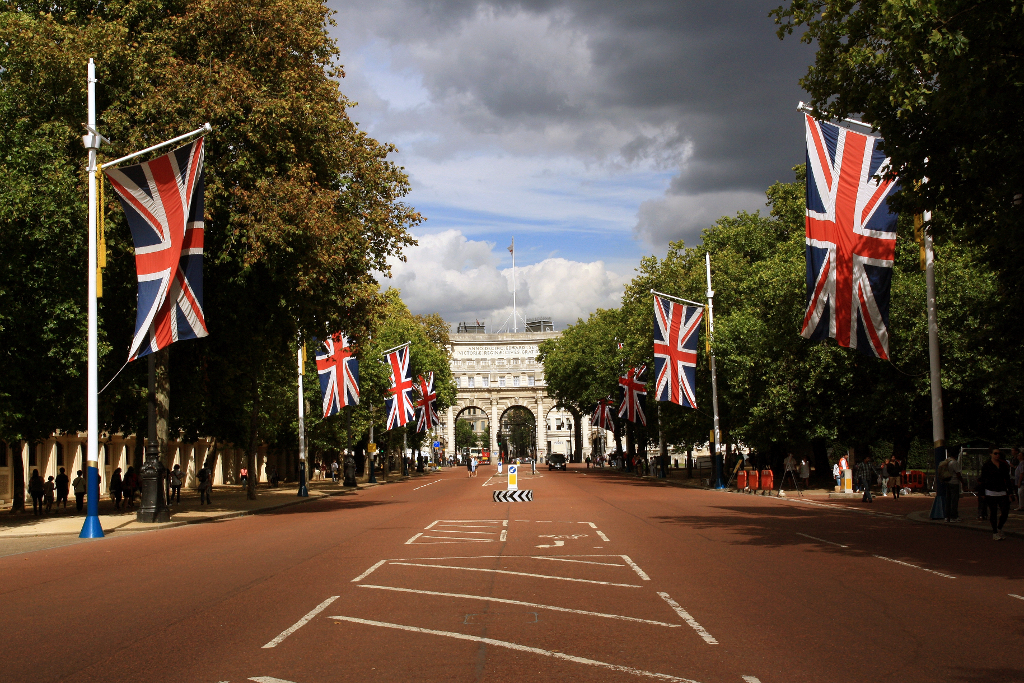
The Mall mit Blick auf den Buckingham Palace im Jahr 2011

Das 50-km-Gehen der Männer bei den Olympischen Spielen 2012 in London wurde am 11. August 2012 auf einem Rundkurs in der Innenstadt von London ausgetragen. 63 Athleten nahmen teil.
Olympiasieger wurde der Australier Jared Tallent. Der Chinese Si Tianfeng gewann die Silbermedaille. Bronze ging an den Iren Robert Heffernan.
André Höhne und Christopher Linke nahmen für Deutschland teil. Höhne kam auf Platz acht ins Ziel, Linke wurde 21.

Athleten aus der Schweiz, Österreich und Liechtenstein nahmen nicht teil.

## Aktuelle Titelträger
| Olympiasieger                       | Alex Schwazer ( Italien)                                                                                                  | 3:37:09 h | Peking 2008     |
| Weltmeister                         | Denis Nischegorodow ( Russland)                                                                                           | 3:42:45 h | Daegu 2011      |
| Europameister                       | Denis Nischegorodow ( Russland)                                                                                           | 3:45:58 h | Olhão 2011      |
| Zentralamerika- und Karibik-Meister | Wettbewerb nicht im Meisterschaftsprogramm                                                                                | Wettbewerb nicht im Meisterschaftsprogramm                                                                                | Mayagüez 2011   |
| Südamerika-Meister                  | Mário dos Santos ( Brasilien)                                                                                             | 4:12:52 h | Salinas 2012    |
| Asienmeister                        | Wettbewerb nicht im Meisterschaftsprogramm Letzter Asienmeister 50-km-Gehen: Yuki Yamazaki (JPN) 3:41:55 h in Wajima 2008 | Wettbewerb nicht im Meisterschaftsprogramm Letzter Asienmeister 50-km-Gehen: Yuki Yamazaki (JPN) 3:41:55 h in Wajima 2008 | Kōbe 2011       |
| Afrikameister                       | Wettbewerb nicht im Meisterschaftsprogramm                                                                                | Wettbewerb nicht im Meisterschaftsprogramm                                                                                | Porto-Novo 2012 |
| Ozeanienmeister                     | Wettbewerb nicht im Meisterschaftsprogramm                                                                                | Wettbewerb nicht im Meisterschaftsprogramm                                                                                | Cairns 2012     |

## Rekorde

### Bestehende Rekorde
| Weltrekord         | Denis Nischegorodow ( Russland) | 3:34:14 h | Tscheboksary, Russland         | 11. Mai 2008    |
| Olympischer Rekord | Alex Schwazer ( Italien)        | 3:37:09 h | OS Peking, Volksrepublik China | 22. August 2008 |

### Rekordverbesserungen
Im Wettbewerb am 11. August wurde der olympische Rekord verbessert. Außerdem gab es einen neuen Kontinentalrekord und fünf neue Landesrekorde.
- Olympiarekord:
  - 3:36:53 h – Jared Tallent, Australien
- Kontinentalrekord:
  - 3:55:32 h (Afrikarekord) – Marc Mundell, Südafrika
- Landesrekorde:
  - 3:37:54 h – Robert Heffernan, Irland
  - 3:45:55 h – Park Chil-Sung, Südkorea
  - 3:49:55 h – Alexandros Papamichai, Griechenland
  - 3:53:57 h – Emerson Hernandez, El Salvador
  - 3:56:48 h – Basanta Bahadur Rana, Indien

Anmerkung:
Alle Zeiten in diesem Beitrag sind nach Ortszeit London (UTC±0) angegeben.

## Streckenführung
Auf der Strecke waren 25 Runden à 2 km zurücklegen. Der Rundkurs führte über die Prachtstraße The Mall entlang des St. James’s Park bis zum Victoria Memorial. Der Weg bog auf die Straße Constitution Hill ein und führte am Buckingham Palace den Green Park entlang. Nach einem Wendepunkt führte der Kurs zurück zum Start- und Zielpunkt.

## Doping und Disqualifikationen
Alle drei angetretenen Russen wurden nachträglich wegen Auffälligkeiten in ihren biologischen Pässen disqualifiziert.
- Sergei Kirdjapkin (zunächst Rang eins) – Ihm wurde wegen Dopingvergehens der erste Platz durch eine Entscheidung des Internationalen Sportgerichtshofs CAS im März 2016 nachträglich aberkannt.[3]
- Igor Jerochin (zunächst Rang fünf) im August 2013 mittels seines Blutpasses des Dopingmissbrauchs überführt und disqualifiziert.[4]
- Sergei Bakulin (zunächst Rang sechs) – im März 2016 mittels seines Blutpasses des Dopingmissbrauchs überführt und disqualifiziert.[5]

Leidtragende waren in erster Linie zwei Athleten:
- Der Australier Jared Tallent musste fast acht Jahre warten, bis ihm der Olympiasieg zuerkannt wurde. Am 17. Juni 2016 erhielt er in Melbourne die ihm nachträglich zugesprochene Goldmedaille.[6]
- Der Ire Robert Heffernan musste fast acht Jahre lang davon ausgehen, medaillenlos geblieben zu sein, bis ihm die Bronzemedaille zuerkannt wurde. An der Siegerehrung nach dem Wettkampf konnte er nicht teilnehmen.

## Ergebnis

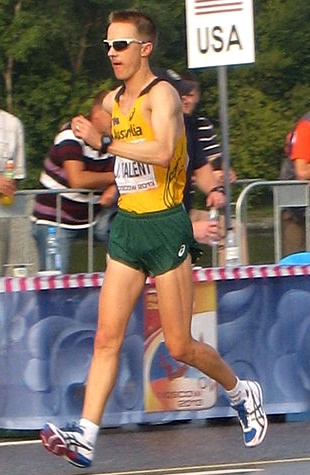
Olympiasieger Jared Tallent

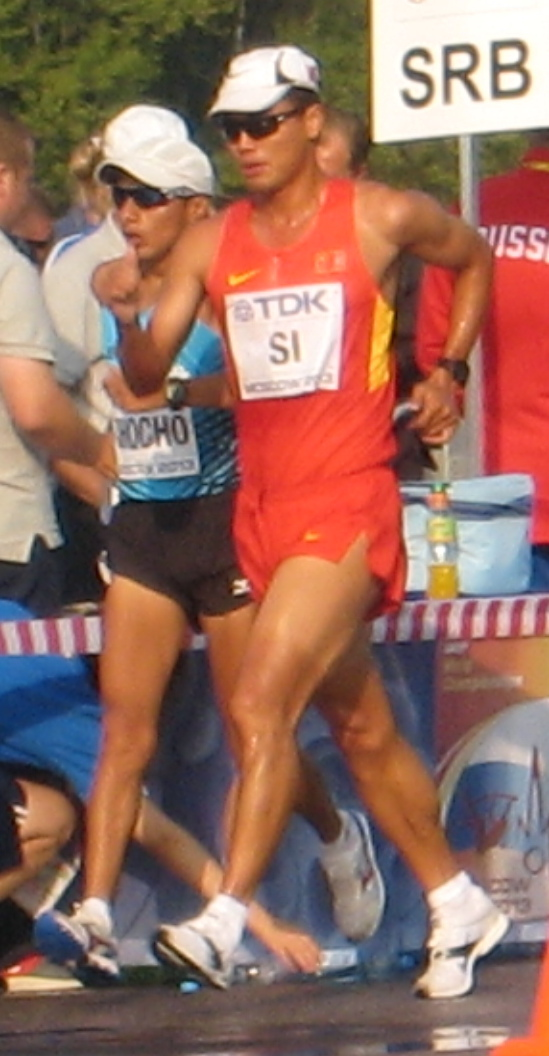
Si Tianfeng (hier im roten Trikot bei den Weltmeisterschaften 2013) gewann die Silbermedaille

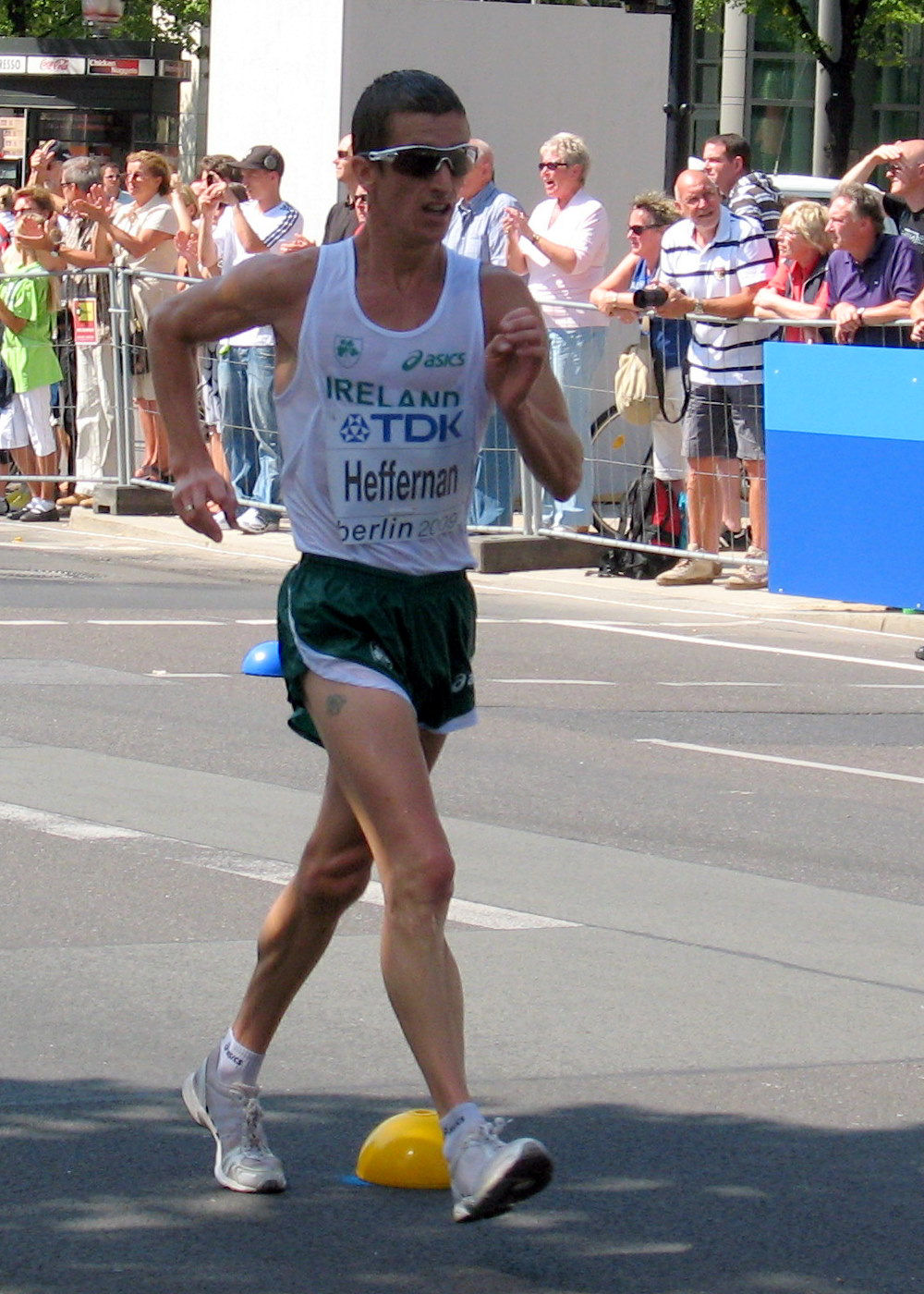
Bronzemedaillengewinner Robert Heffernan ging irischen Landesrekord

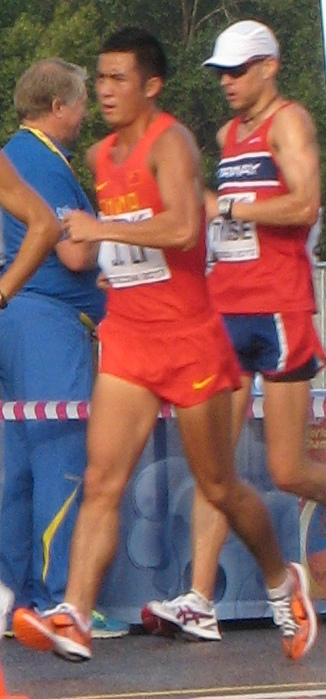
Der viertplatzierte Li Jianbo

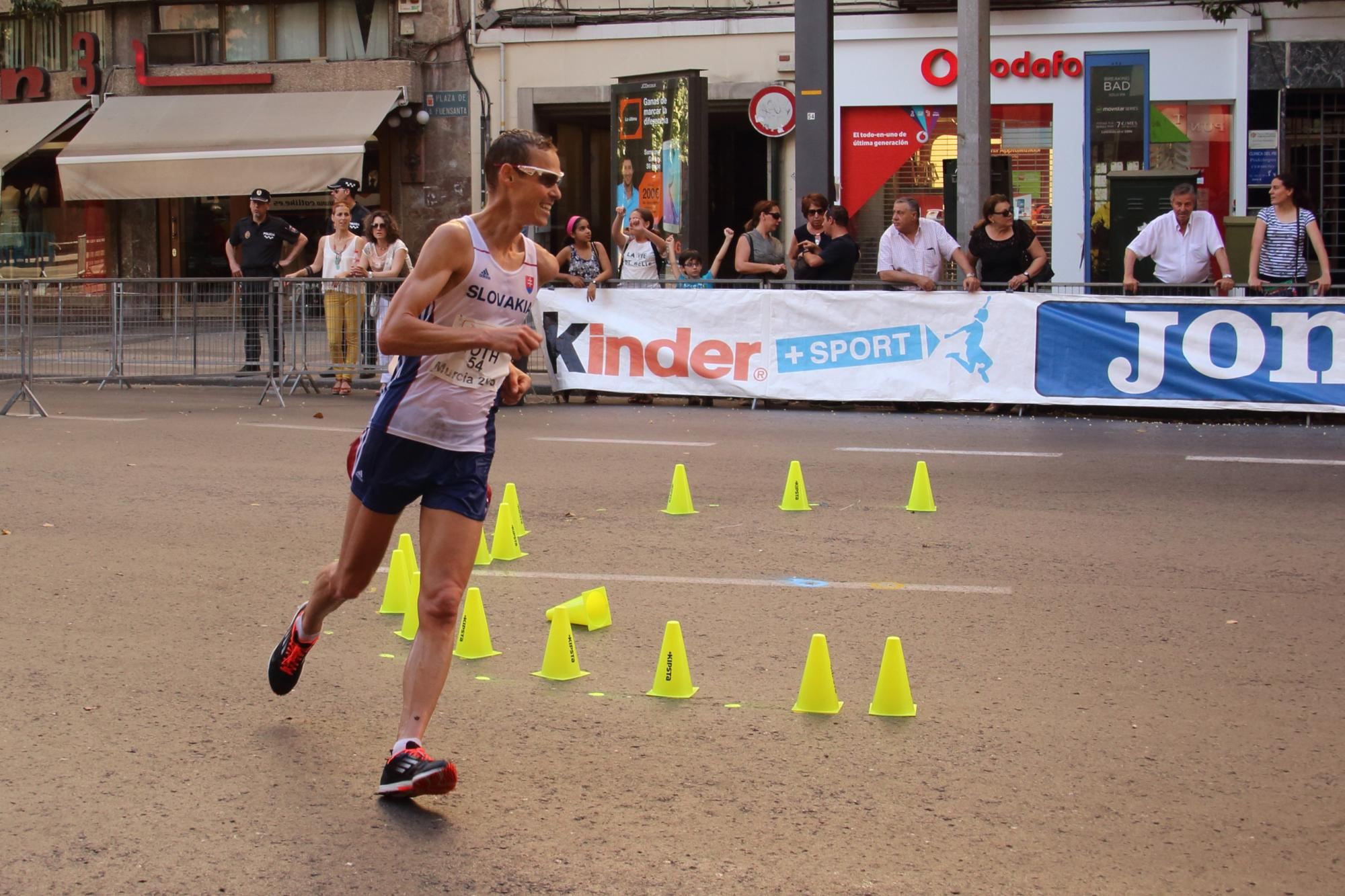
Matej Toth wurde Olympiafünfter

11. August 2012, 9.00 Uhr
| Zwischenzeiten | Zwischenzeiten                   | Zwischenzeiten | Zwischenzeiten                   |
| Marke          | Zwischenzeit                     | Führende(r) | 5-km-Zeit                        |
| -------------- | -------------------------------- | --- | -------------------------------- |
| 5 km           | 0022:12 min                      | Sergei Kirdjapkin in einer elfköpfigen Spitzengruppe                                                                    | 22:12 min                        |
| 10 km          | 0044:15 min                      | Kirdjapkin in einer achtköpfigen Spitzengruppe                                                                          | 22:13 min                        |
| 15 km          | 1:06:01 h00                      | Kirdjapkin in einer neunköpfigen Spitzengruppe                                                                          | 21:46 min                        |
| 20 km          | 1:27:44 h00                      | Erick Barrondo in einer achtköpfigen Spitzengruppe                                                                      | 21:43 min                        |
| 25 km          | 1:49:21 h                        | Nathan Deakes in einer sechsköpfigen Spitzengruppe / zwei Verfolger 5 s zurück                                          | 21:37 min                        |
| 30 km          | 2:10:49 h                        | Barrondo / Diniz und Deakes 5 s zur. / Kirdjapkin und Tallent 8 s zur. / Si 18 s zur. / Adams 20 s zur.                 | 21:28 min                        |
| 35 km          | 2:32:16 h                        | Si / Diniz und Deakes 8 s zur. / Barrondo 10 s zur. / Tallent und Kirdjapkin 21 s zur. / Li und Heffernan 1:15 min zur. | 21:27 min                        |
| 40 km          | 2:53:53 h                        | Kirdjapkin und Si / Tallent 15 s zur. / Li 45 s zur. / Diniz und Heffernan 47 s zur.                                    | 21:37 min                        |
| 45 km          | 3:15:33 h (Kirdjapkin 3:15:07 h) | Kirdjapkin / Tallent und Si 26 s zur. / Heffernan und Li 58 s zur. / Diniz 2:01 min zur.                                | 21:39 min (Kirdjapkin 21:13 min) |
| 50 km          | 3:36:53 h (Kirdjapkin 3:35:59 h) | Jared Tallent | 21:20 min (Kirdjapkin 20:52 min) |

| Platz | Name                   | Nation              | Zeit (h) | Verwarnungen       | Anmerkung                                 |
| ----- | ---------------------- | ------------------- | -------- | ------------------ | ----------------------------------------- |
| 0 1   | Jared Tallent          | Australien          | 3:36:53  | Bod / Bod          | OR                                        |
| 0 2   | Si Tianfeng            | Volksrepublik China | 3:37:16  | Bod                |                                           |
| 0 3   | Robert Heffernan       | Irland              | 3:37:54  |                    | NR                                        |
| 0 4   | Li Jianbo              | Volksrepublik China | 3:39:01  | Bod                |                                           |
| 0 5   | Matej Tóth             | Slowakei            | 3:41:24  |                    |                                           |
| 0 6   | Łukasz Nowak           | Polen               | 3:42:47  | Knie               |                                           |
| 0 7   | Koichiro Morioka       | Japan               | 3:43:14  |                    |                                           |
| 0 8   | André Höhne            | Deutschland         | 3:44:26  | Bod / Bod          |                                           |
| 0 9   | Bertrand Moulinet      | Frankreich          | 3:45:35  |                    |                                           |
| 10    | Park Chil-Sung         | Südkorea            | 3:45:55  |                    | NR                                        |
| 11    | Iwan Trozki            | Belarus             | 3:46:09  | Bod / Bod          |                                           |
| 12    | Jarkko Kinnunen        | Finnland            | 3:46:25  |                    |                                           |
| 13    | Horacio Nava           | Mexiko              | 3:46:59  | Bod                |                                           |
| 14    | Marco De Luca          | Italien             | 3:47:19  |                    |                                           |
| 15    | Rafał Sikora           | Polen               | 3:47:47  |                    |                                           |
| 16    | Ihor Hlawan            | Ukraine             | 3:48:07  |                    |                                           |
| 17    | Jesús Ángel García     | Spanien             | 3:48:32  |                    |                                           |
| 18    | Trond Nymark           | Norwegen            | 3:48:37  |                    |                                           |
| 19    | Nathan Deakes          | Australien          | 3:48:45  |                    |                                           |
| 20    | Omar Zepeda            | Mexiko              | 3:49:14  |                    |                                           |
| 21    | Christopher Linke      | Deutschland         | 3:49:19  |                    |                                           |
| 22    | Alexandros Papamichail | Griechenland        | 3:49:56  |                    | NR                                        |
| 23    | Luke Adams             | Australien          | 3:53:41  | Bod                |                                           |
| 24    | Emerson Hernandez      | El Salvador         | 3:53:57  |                    | NR                                        |
| 25    | José Leyver Ojeda      | Mexiko              | 3:55:00  |                    |                                           |
| 26    | Brendan Boyce          | Irland              | 3:55:01  |                    |                                           |
| 27    | Quentin Rew            | Neuseeland          | 3:55:03  | Knie / Bod         |                                           |
| 28    | Cédric Houssaye        | Frankreich          | 3:55:16  |                    |                                           |
| 29    | Marc Mundell           | Südafrika           | 3:55:32  |                    | AF                                        |
| 30    | Fredy Hernández        | Kolumbien           | 3:56:00  |                    |                                           |
| 31    | Im Jeong-Hyeon         | Südkorea            | 3:56:34  | Bod                |                                           |
| 32    | Serhij Budsa           | Ukraine             | 3:56:35  |                    |                                           |
| 33    | Basanta Bahadur Rana   | Indien              | 3:56:48  |                    | NR                                        |
| 34    | Zhao Jianguo           | Volksrepublik China | 3:56:59  |                    |                                           |
| 35    | Kim Dong-Young         | Südkorea            | 3:57:33  |                    |                                           |
| 36    | Marius Cocioran        | Rumänien            | 3:47:52  |                    |                                           |
| 37    | Pedro Isidro           | Portugal            | 3:58:59  |                    |                                           |
| 38    | Antti Kempas           | Finnland            | 4:01:50  | Knie               |                                           |
| 39    | Mikel Odriozola        | Spanien             | 4:02:48  | Knie               |                                           |
| 40    | John Nunn              | Vereinigte Staaten  | 4:03:28  |                    |                                           |
| 41    | Miciej Rosiewicz       | Georgien            | 4:05:20  | Knie / Knie        |                                           |
| 42    | Igors Kazakevics       | Lettland            | 4:06:47  |                    |                                           |
| 43    | Tadas Suskevicius      | Litauen             | 4:08:16  | Knie / Bod         |                                           |
| 44    | Xavier Moreno          | Ecuador             | 4:09:23  | Bod                |                                           |
| 45    | Milos Batovsky         | Slowakei            | 4:09:32  |                    |                                           |
| 46    | Witali Anitschkin      | Kasachstan          | 4:14:09  |                    |                                           |
| 47    | Benjamín Sánchez       | Spanien             | 4:14:40  |                    |                                           |
| 48    | Dominic King           | Großbritannien      | 4:15:05  | Knie               |                                           |
| DNF   | Rafał Fedaczyński      | Polen               |          |                    |                                           |
| DNF   | Nenad Filipović        | Serbien             |          | Knie               |                                           |
| DNF   | Takayuki Tanii         | Japan               |          | Bod                |                                           |
| DNF   | João Vieira            | Portugal            |          | Bod                |                                           |
| DSQ   | Edward Araya           | Chile               |          | Knie / Knie / Bod  | IAAF Regel 230.6 – Rote Karten            |
| DSQ   | Erick Barrondo         | Guatemala           |          | Knie / Knie / Bod  | IAAF Regel 230.6 – Rote Karten            |
| DSQ   | Andrés Chocho          | Ecuador             |          | Bod / Bod / Knie   | IAAF Regel 230.6 – Rote Karten            |
| DSQ   | Colin Griffin          | Irland              |          | Knie / Knie / Knie | IAAF Regel 230.6 – Rote Karten            |
| DSQ   | Oleksij Kasanin        | Ukraine             |          | Knie / Knie / Knie | IAAF Regel 230.6 – Rote Karten            |
| DSQ   | Jaime Quiyuch          | Guatemala           |          | Knie / Knie / Knie | IAAF Regel 230.6 – Rote Karten            |
| DSQ   | Yūki Yamazaki          | Japan               |          | Knie / Bod / Bod   | IAAF Regel 230.6 – Rote Karten            |
| DSQ   | Yohann Diniz           | Frankreich          |          |                    | IAAF Regel 230.13 – Verlassen der Strecke |
| DOP   | Sergei Kirdjapkin      | Russland            | 3:35:59  |                    | [ 3 ]                                     |
| DOP   | Igor Jerochin          | Russland            | 3:37:54  | Bod                | [ 4 ]                                     |
| DOP   | Sergei Bakulin         | Russland            | 3:38:55  | Bod / Bod          | [ 5 ]                                     |

## Wettbewerbsverlauf
Der Slowake Matej Tóth übernahm in der Anfangsphase die Führung, wurde jedoch bald von einer zehnköpfigen Gruppe ein- und überholt, die meist von dem Franzosen Yohann Diniz dem Chinesen Si Tianfeng oder dem gedopten Russen Sergei Kirdjapkin angeführt wurde. Bei Kilometer zwanzig waren noch acht Geher in der Gruppe zusammen, 49 Sekunden hinter ihnen versuchte der Ire Robert Heffernan, Anschluss zu finden.
Zur Halbzeit des Wettkampfes führte der Silbermedaillengewinner des 20-km-Gehens Erick Barrondo mit fünf Sekunden vor dem Australier Nathan Deakes und dem Franzosen Yohan Diniz. Kridjapkin und Deakes Landsmann Jared Tallent, Siebter auf der 20-km-Distanz, folgten drei weitere Sekunden zurück. Dahinter lagen der Chinese Si Tianfeng und mit Luke Adams ein weiterer Australier. Die beiden hatten circa zwanzig Sekunden Rückstand auf den Führenden. Doch die Abstände veränderten sich wieder, es wurde noch einmal enger. Si, Diniz. Deakes, Barrondo, Kirdjapkin und Tallent trennten nur zwanzig Sekunden, mit etwas mehr als einer Minute folgten Heffernan und mit Li Jianbo ein weiterer Chinese. Bei Kilometer 35 zog Si das Tempo an und konnte sich von seinen Konkurrenten absetzen. Tallent und Kirdjapkin hielten den Rückstand allerdings in Grenzen und versuchten später, wieder aufzuschließen, Deakes fiel weiter zurück, Barrondo gab den Wettkampf auf. Auch bei Kilometer vierzig war noch keine Entscheidung gefallen. Sergei Kirdjapkin führte knapp vor Si und mit fünfzehn Sekunden vor Tallent, Li lag 45 Sekunden zurück, Diniz und Heffernan folgten nur zwei weitere Sekunden dahinter.
Diniz ging an der Straßenseite nur knapp entfernt von den Absperrungen entlang, während sich die anderen Athleten in der Mitte der Straße fortbewegten. Tatsächlich kam der Franzose nach einer Kollision mit einem Gitter zu Fall, konnte sich jedoch aufrappeln und den Wettkampf fortsetzen. Der gedopte Kirdjapkin war auf den letzten zehn Kilometern der schnellste Geher, erarbeitete sich einen immer größer werdenden Vorsprung und erreichte so als Erster das Ziel. Tallent holte inzwischen seinen Rückstand gegenüber Si immer weiter auf und fünf Kilometer vor dem Ziel zog er an dem Chinesen vorbei. Der Australier setzte sich auf den letzten Kilometern ab und erreichte das Ziel als zunächst Zweiter, was ihm jedoch acht Jahre später die Goldmedaille mit neuem olympischen Rekord einbrachte. 38 Sekunden hinter ihm sicherte sich Si die Bronzemedaille, aus der dann Silber wurde. Als zunächst Vierter kam Heffernan mit 1:01 Minuten Rückstand auf Tallent ins Ziel und wurde somit zum verspäteten, aber verdienten Gewinner der Bronzemedaille. Mit seiner Zeit stellte er einen neuen irischen Landesrekord auf. Li belegte Rang vier und unterbot ebenfalls die Marke von 3:40 h. Fünfter wurde der anfangs führende Tóth, der sich den Wettkampf sehr gut eingeteilt hatte. Der Pole Łukasz Nowak belegte Rang sechs vor dem Japaner Koichiro Morioka und dem deutschen Geher André Höhne.

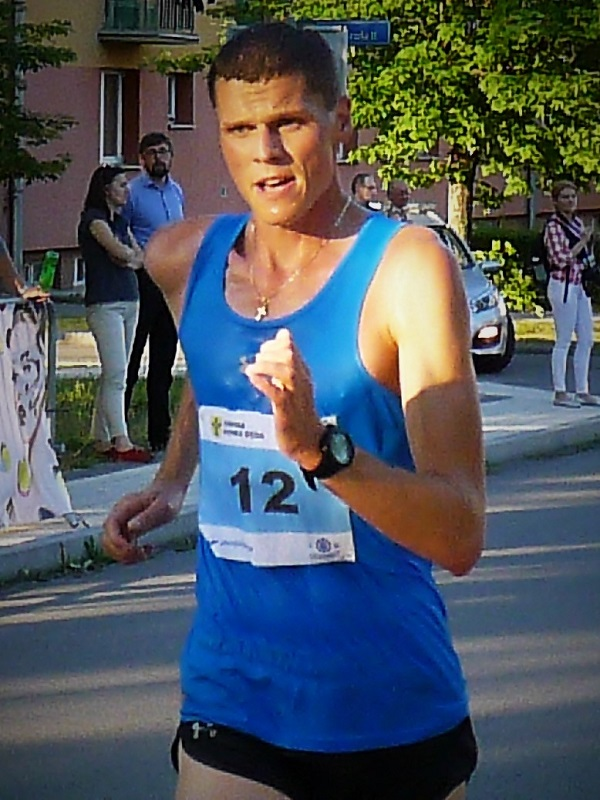
Łukasz Nowak kam auf den sechsten Platz
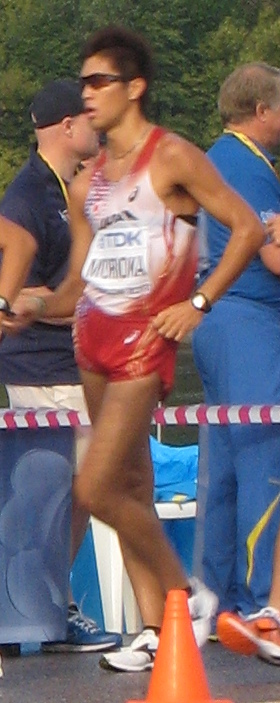
Der Olympiasiebte Kōichirō Morioka
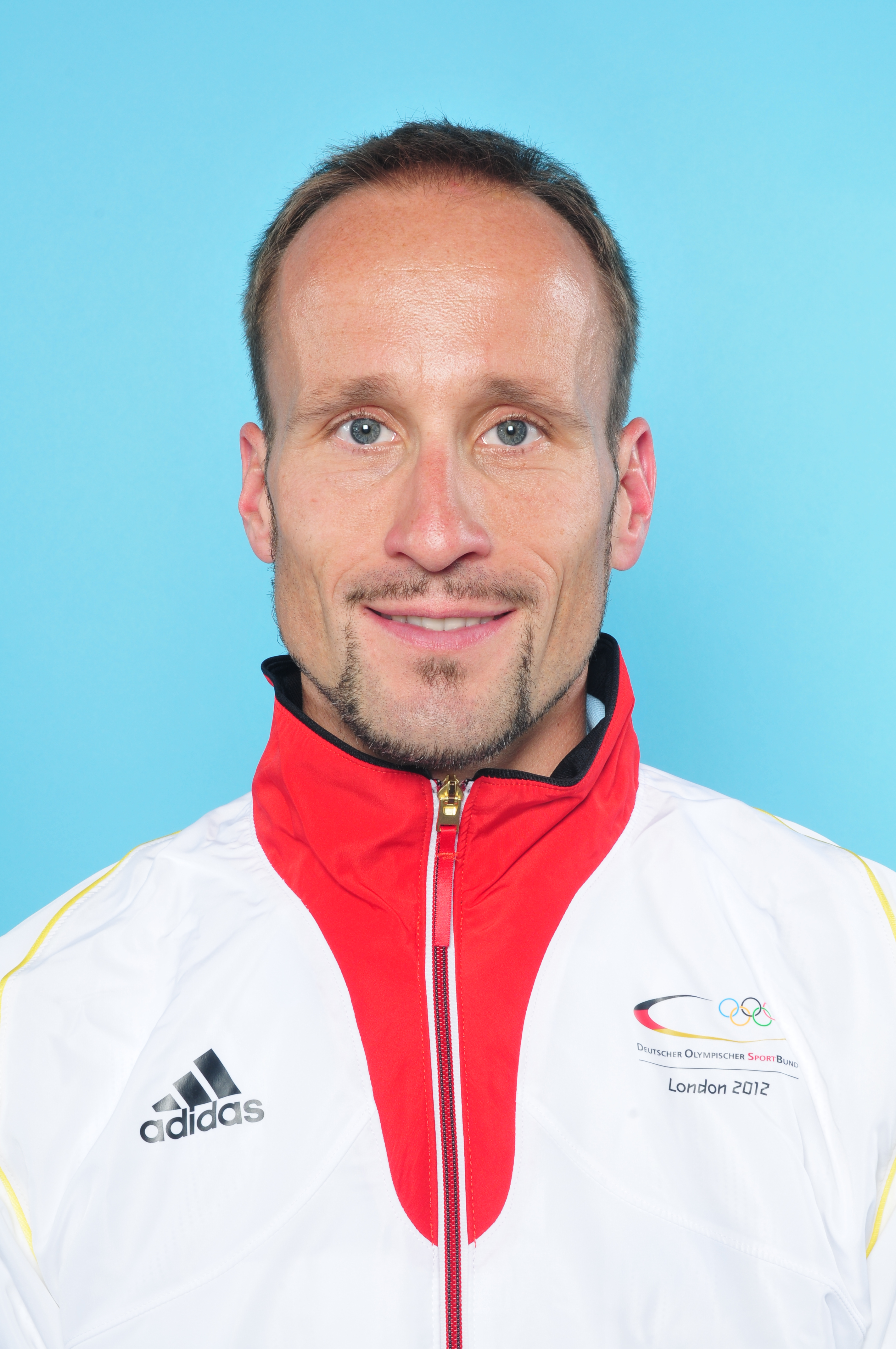
André Höhne erreichte Platz acht
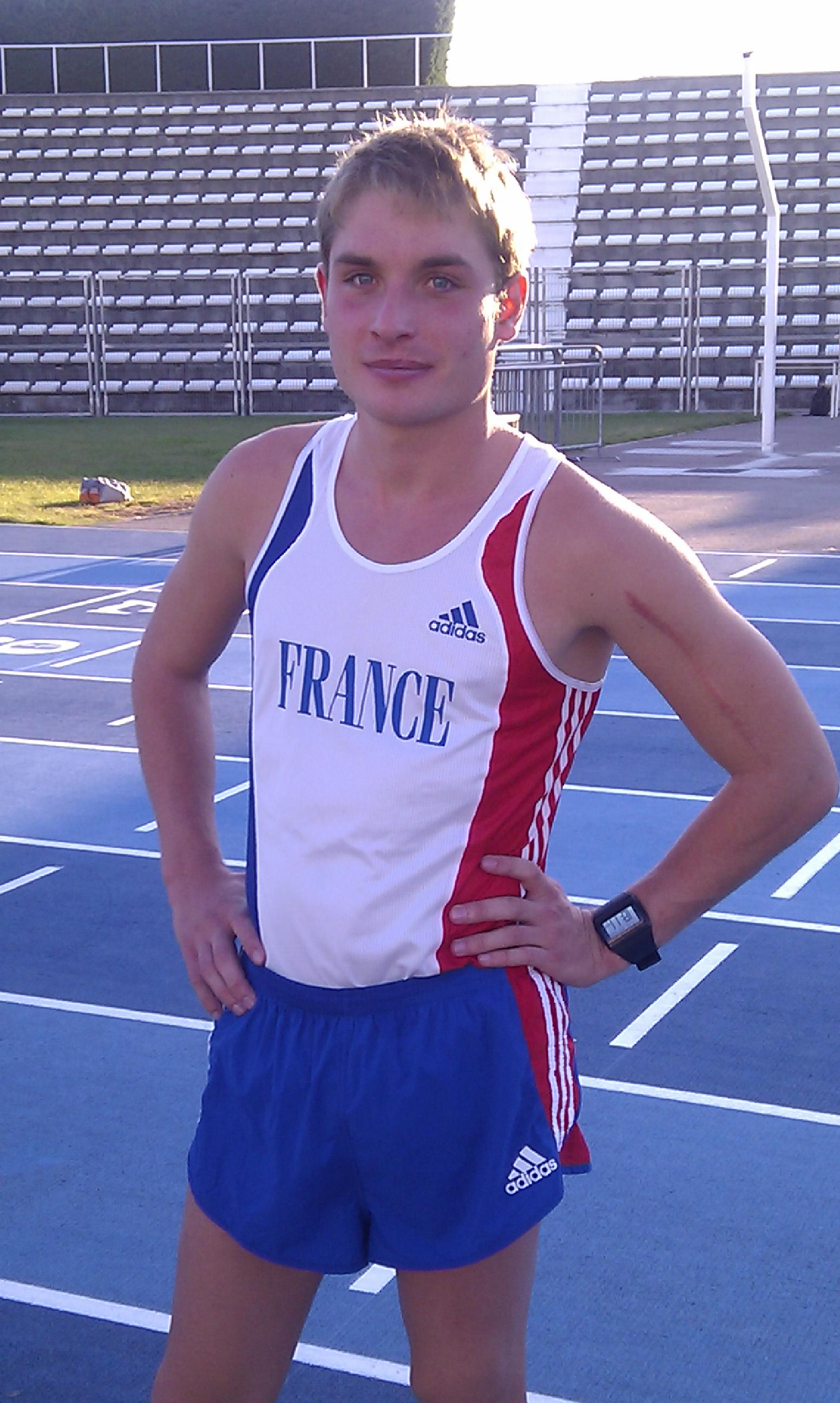
Bertrand Moulinet kam als Neunter ins Ziel
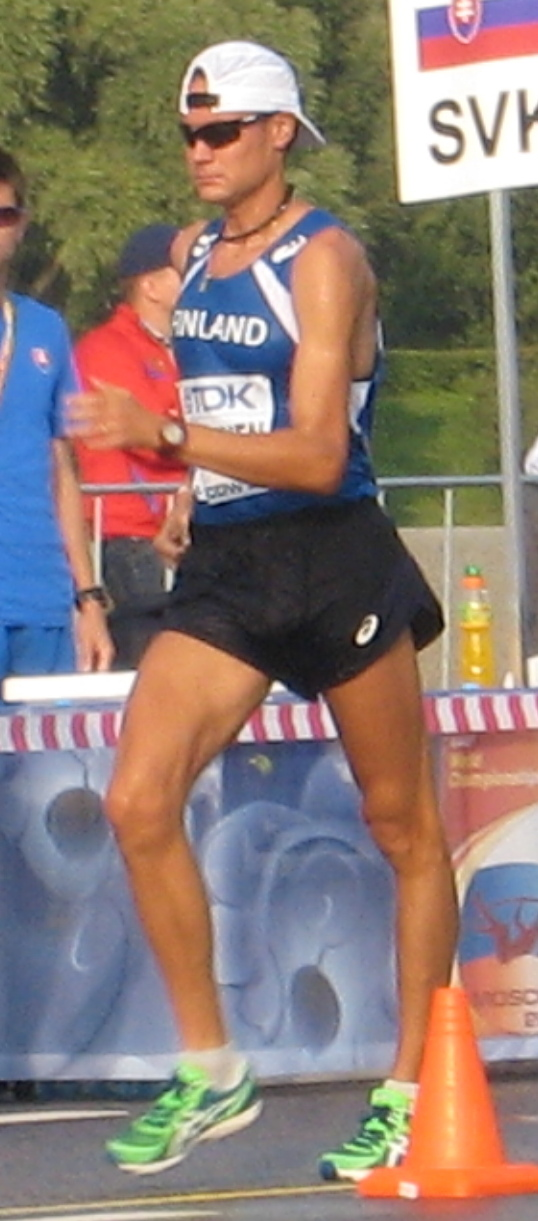
Jarkko Kinnunen wurde Olympiazwölfter
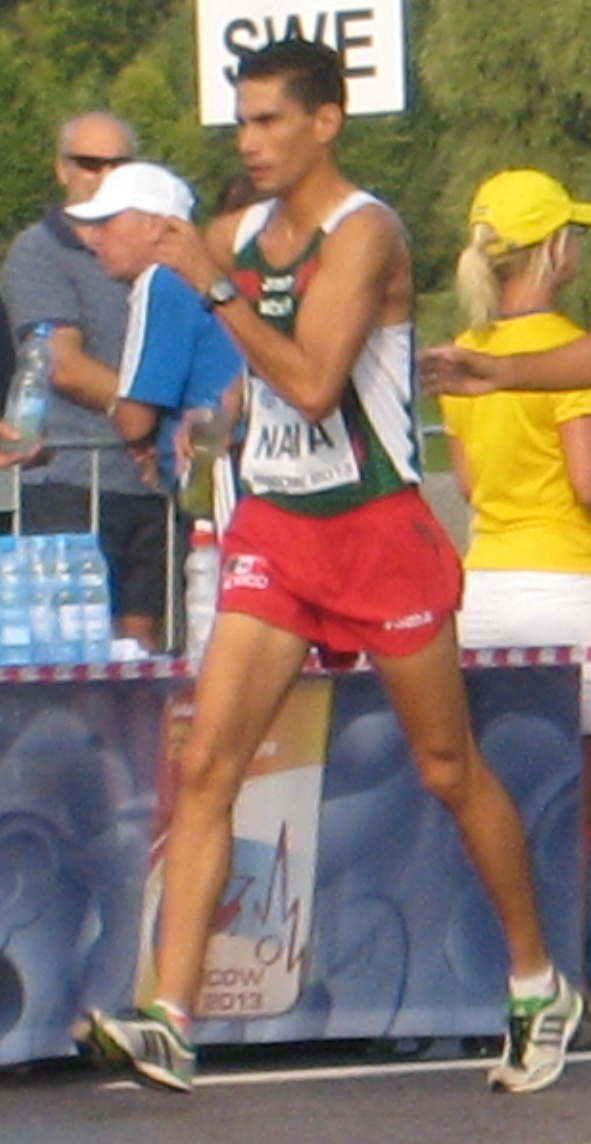
Horacio Nava – Rang dreizehn
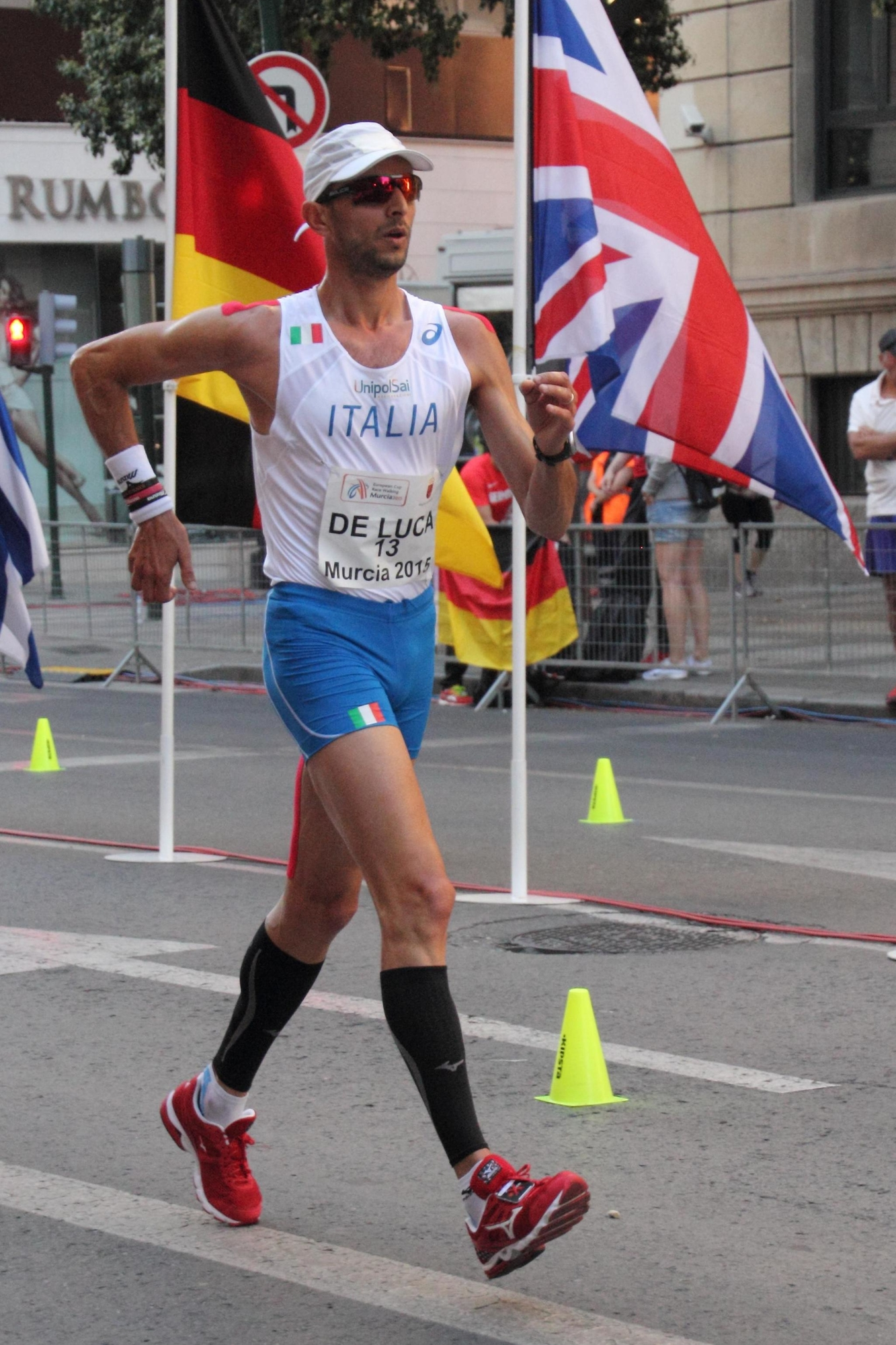
Marco De Luca – Rang vierzehn
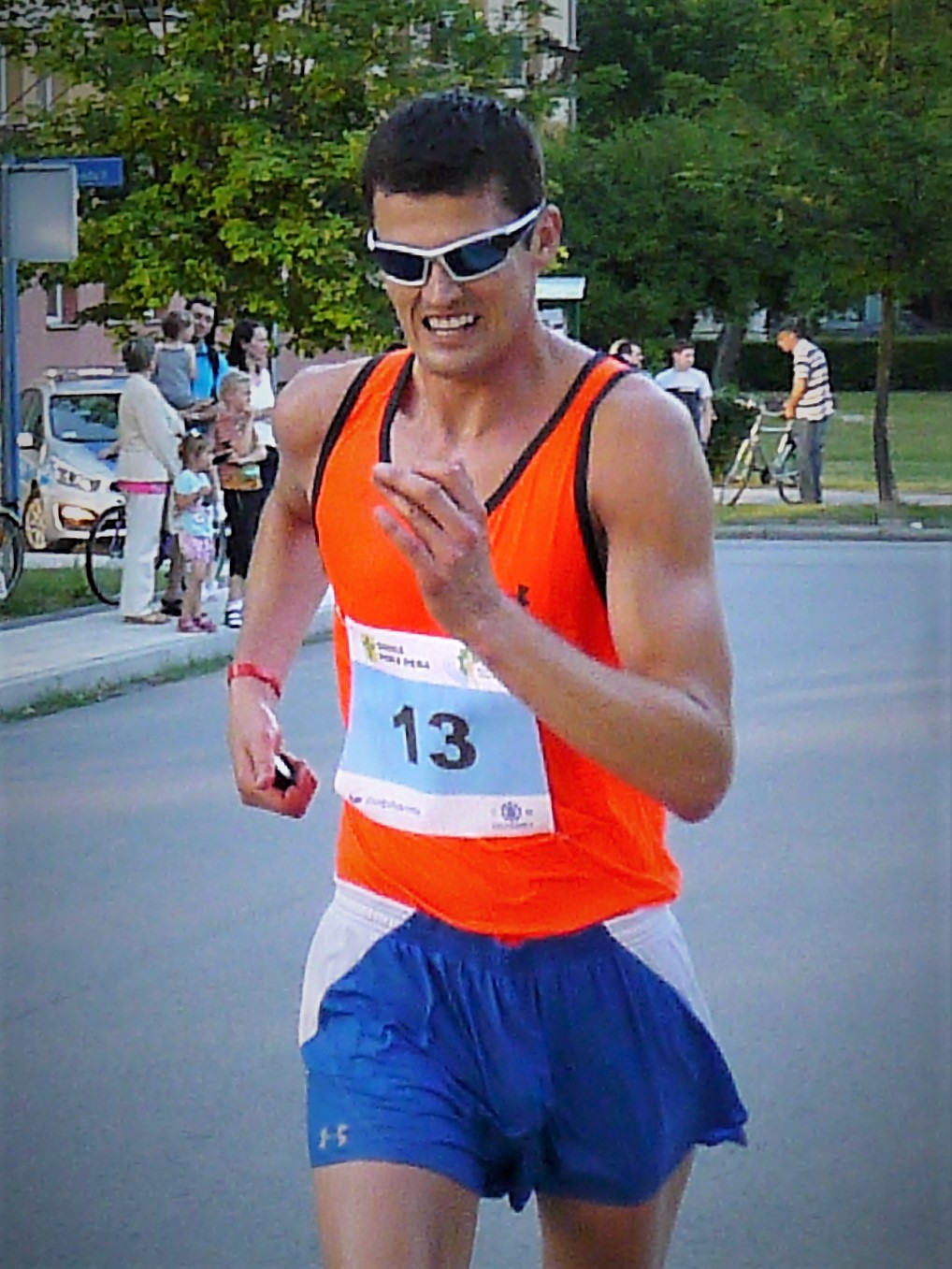
Rafał Sikora – Rang fünfzehn
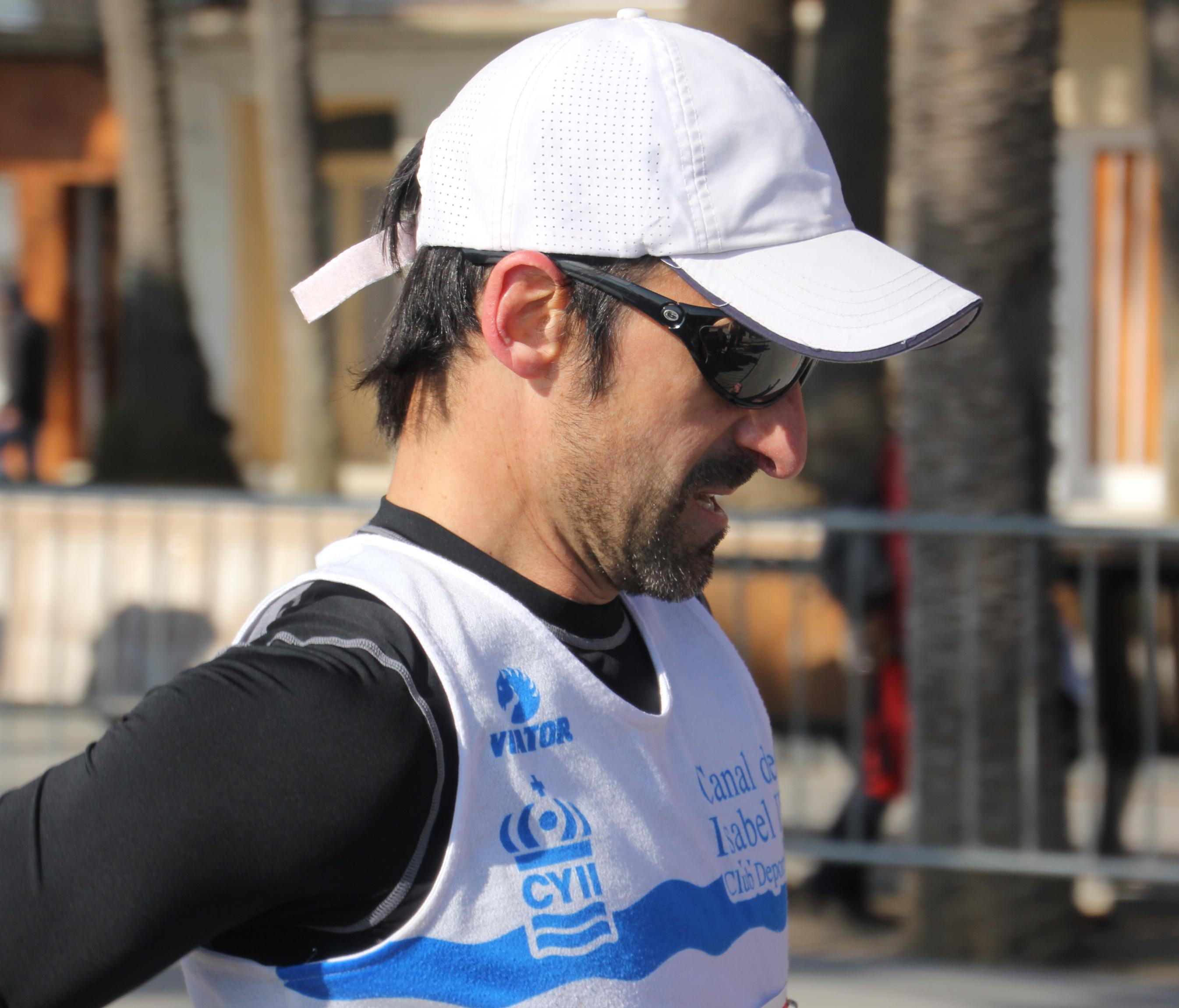
Jesús Ángel García – Rang siebzehn
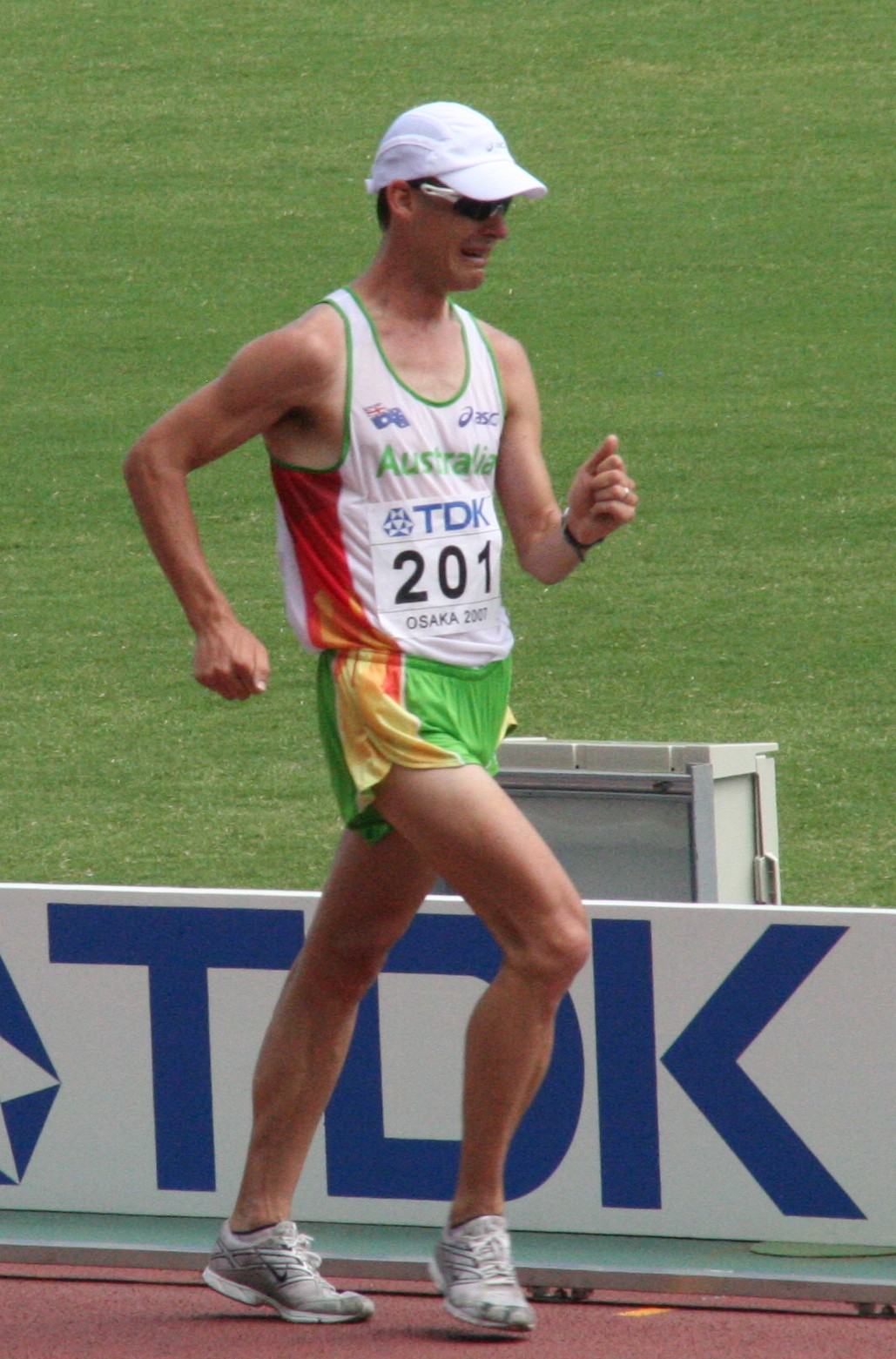
Nathan Deakes – Rang neunzehn
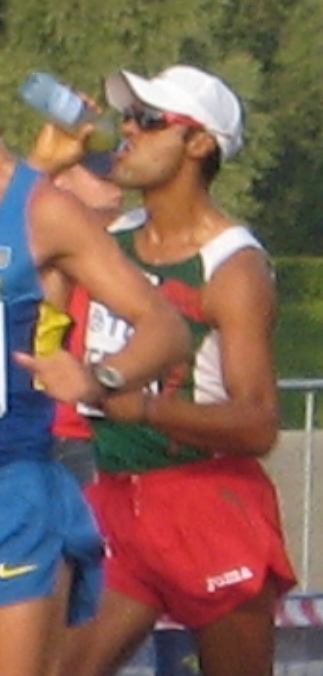
Omar Zepeda – Rang zwanzig
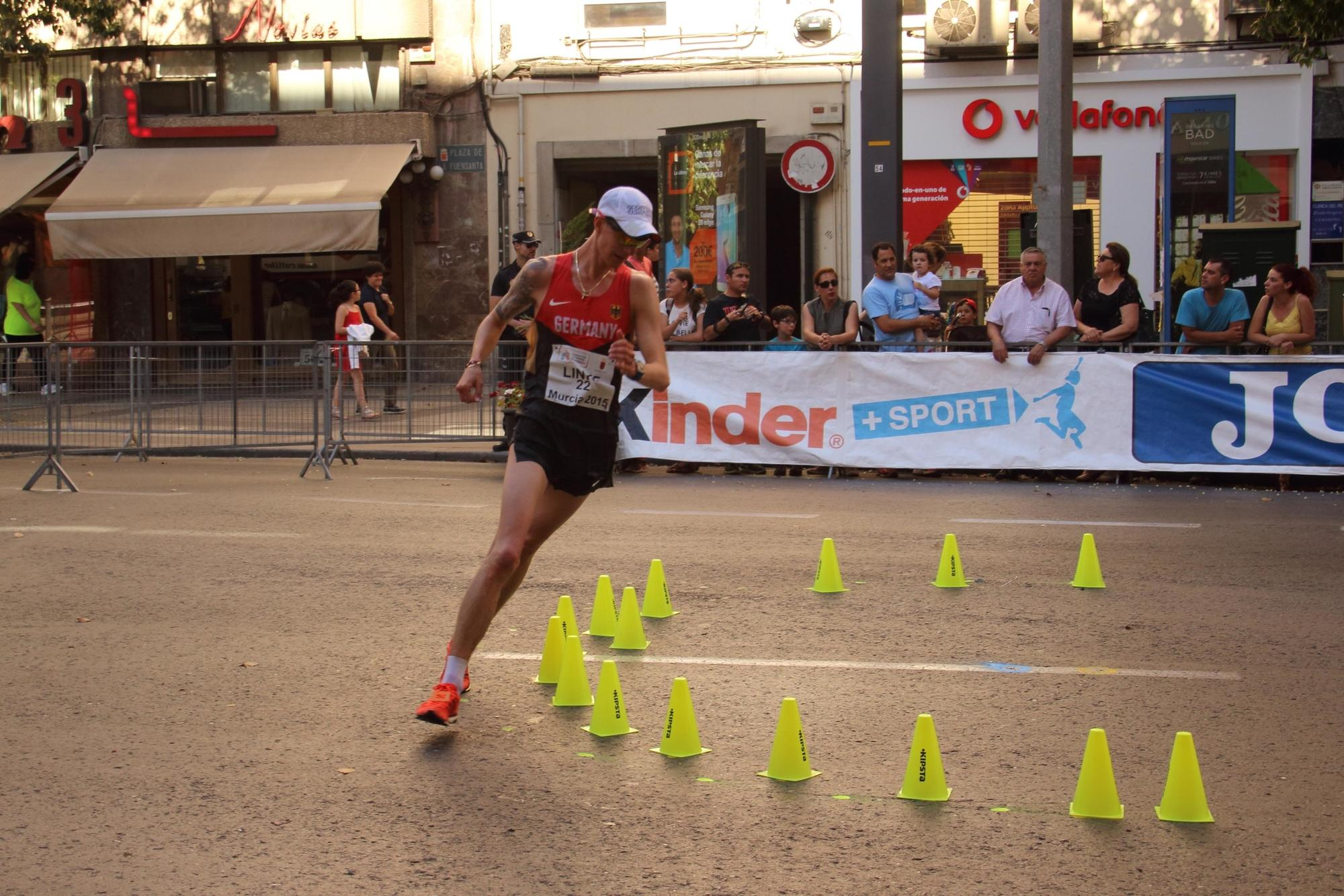
Christopher Linke – Rang 21
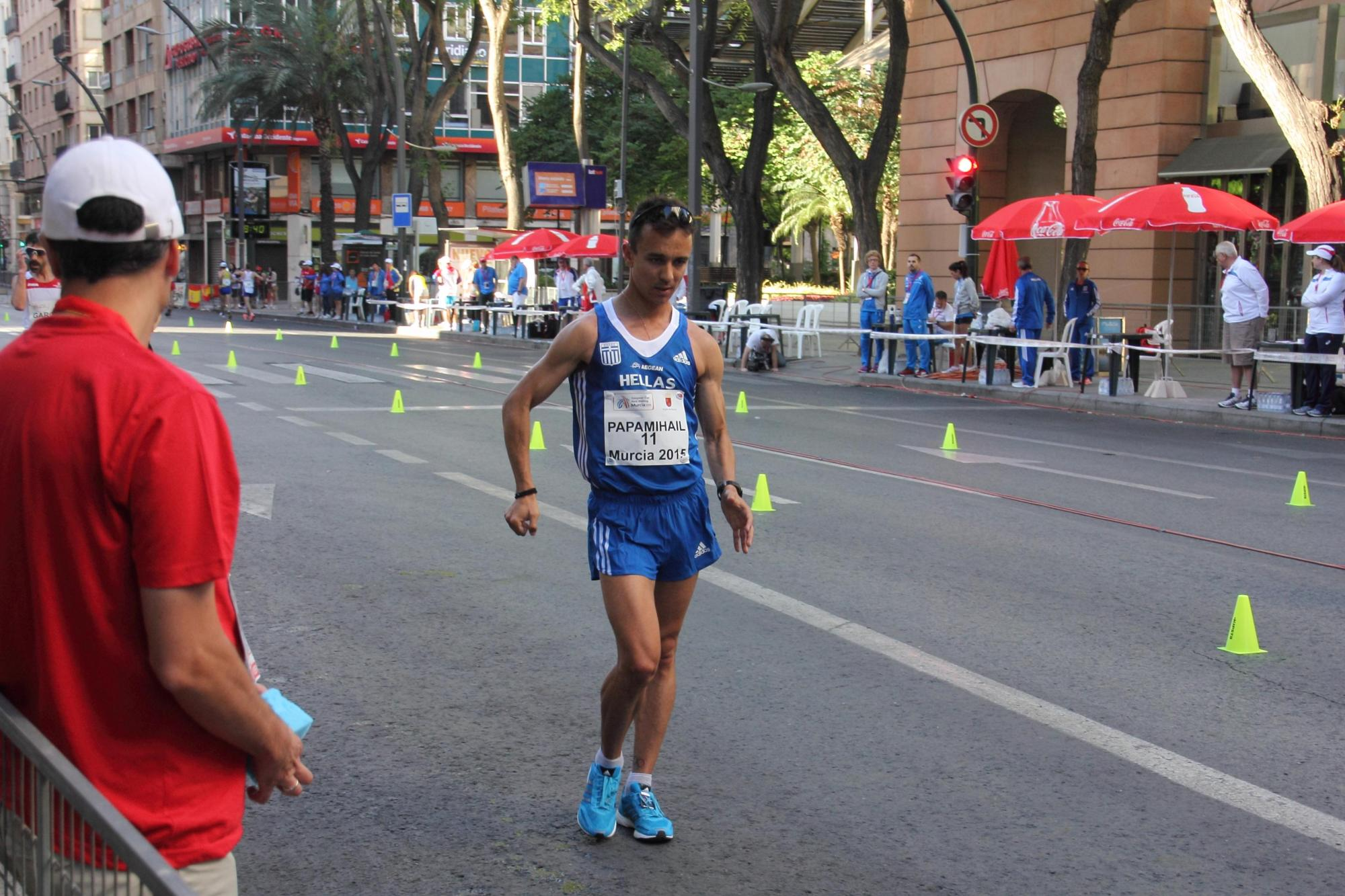
Alexandros Papamichail – Rang 22 mit griechischem Landesrekord
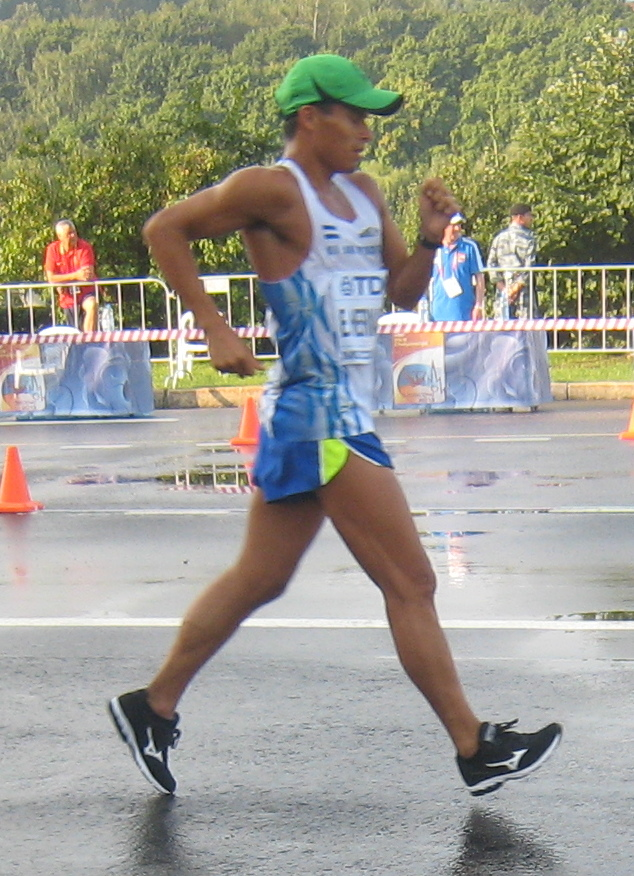
Emerson Hernandez – Rang 24
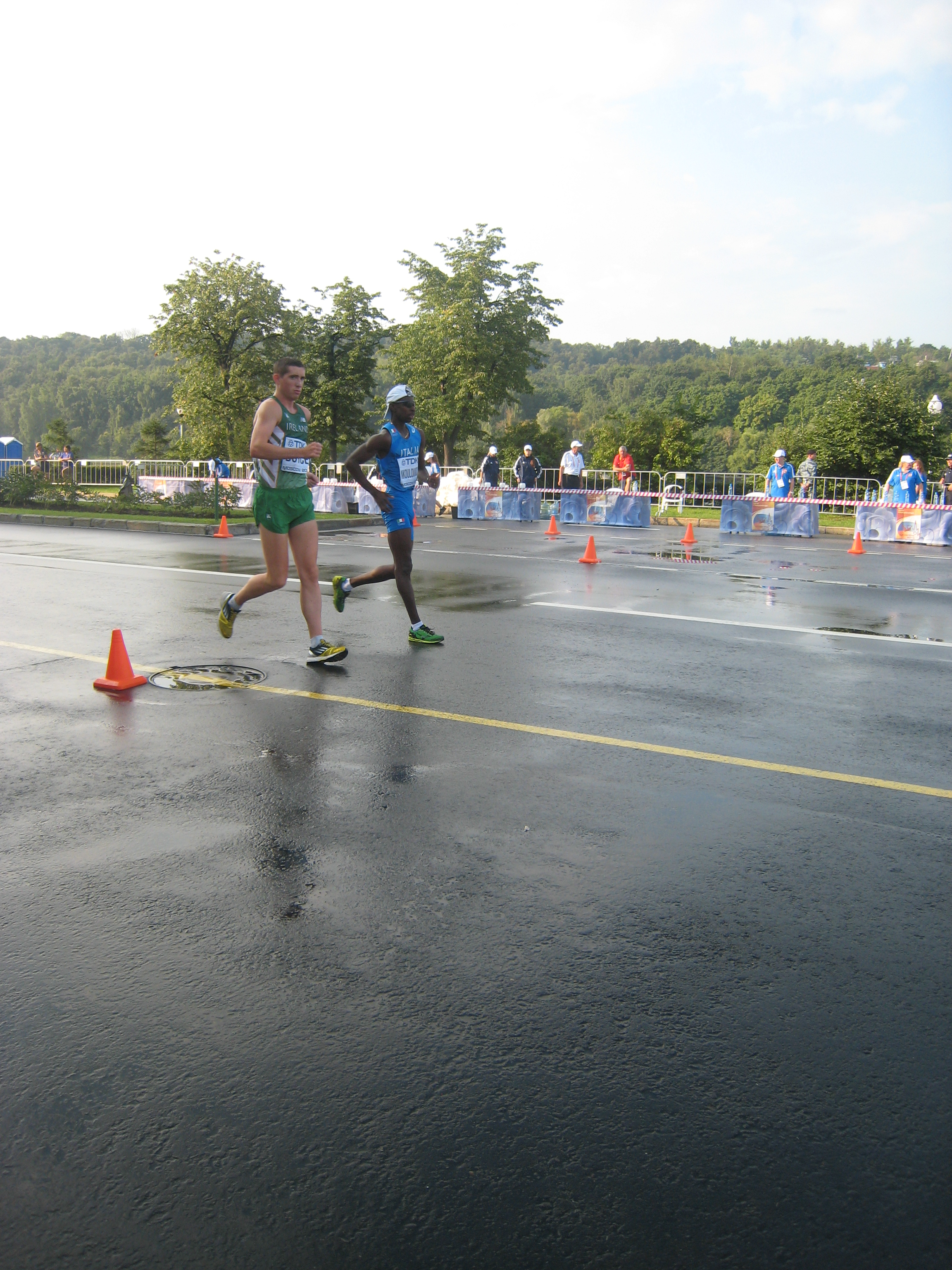
Brendan Boyce (grünes Trikot) – Rang 26
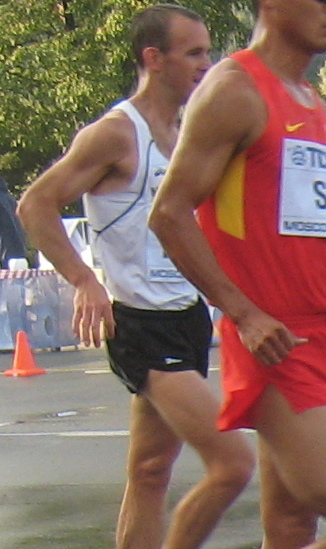
Quentin Row (weißes Trikot) – Rang 27
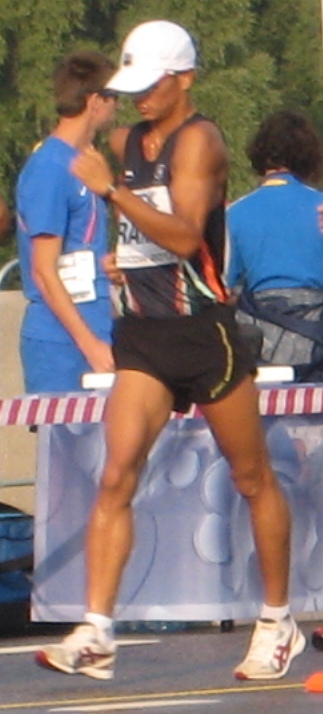
Basanta Bahadur Rana – Rang 33
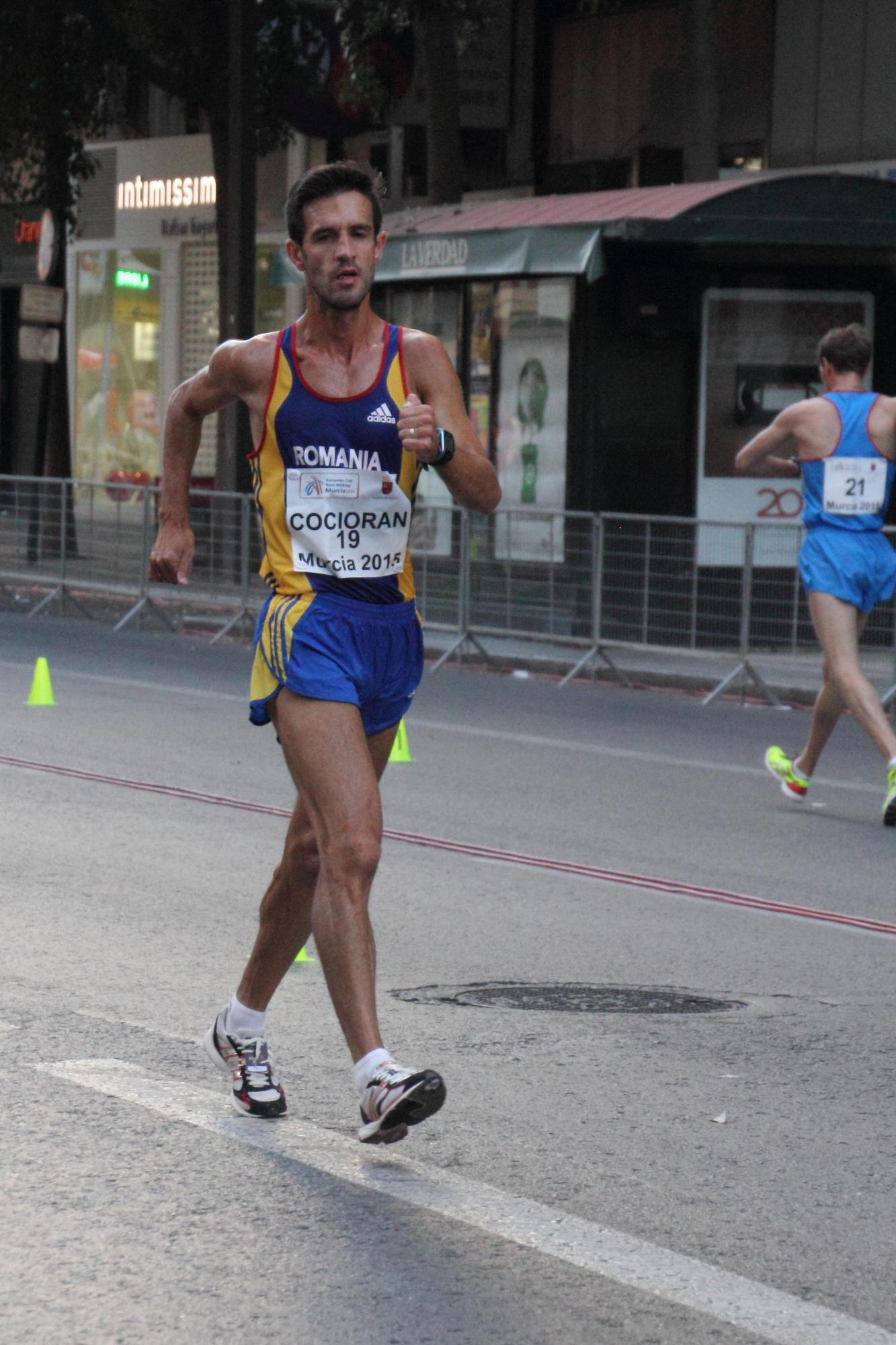
Marius Cocioran – Rang 36
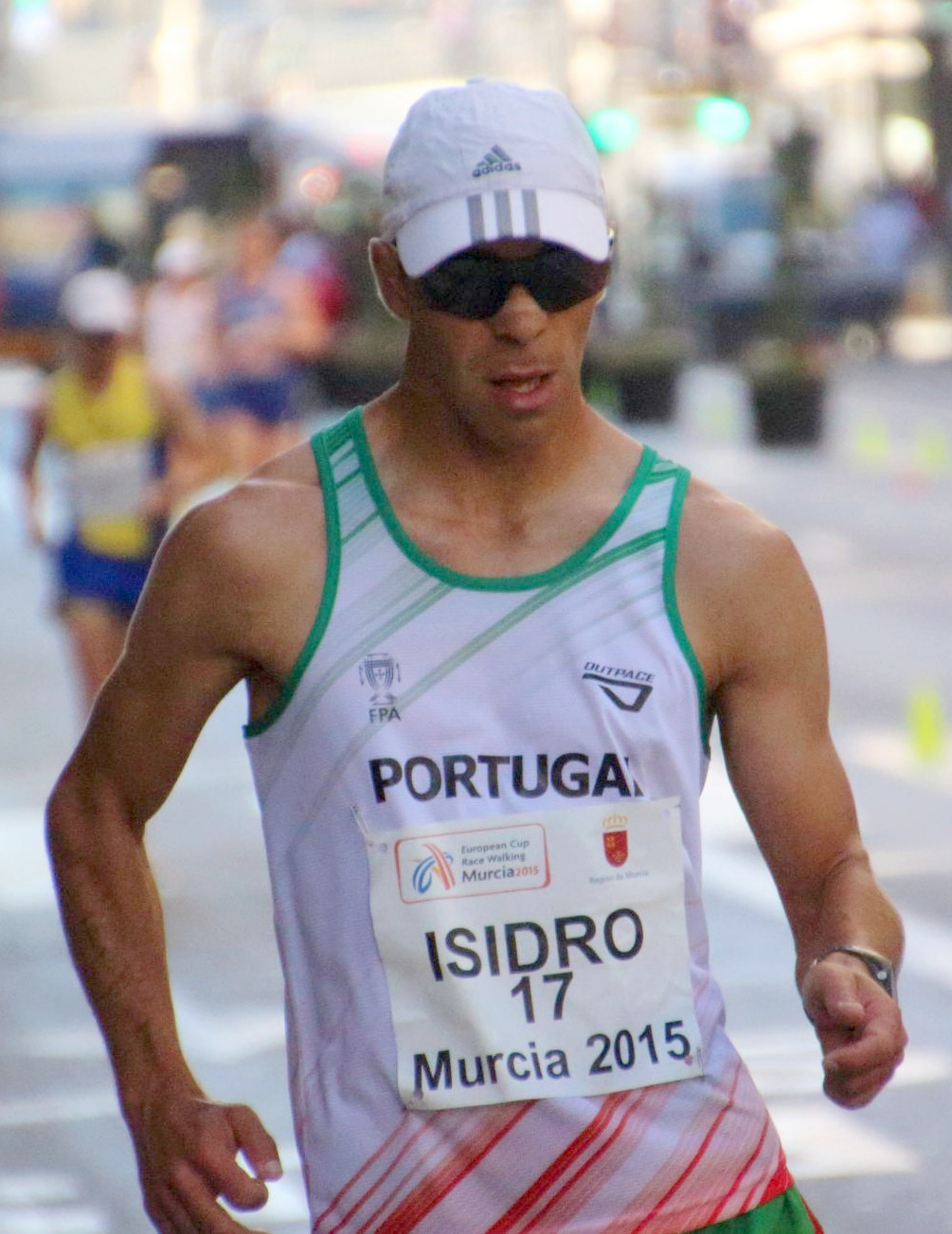
Pedro Isidro – Rang 37
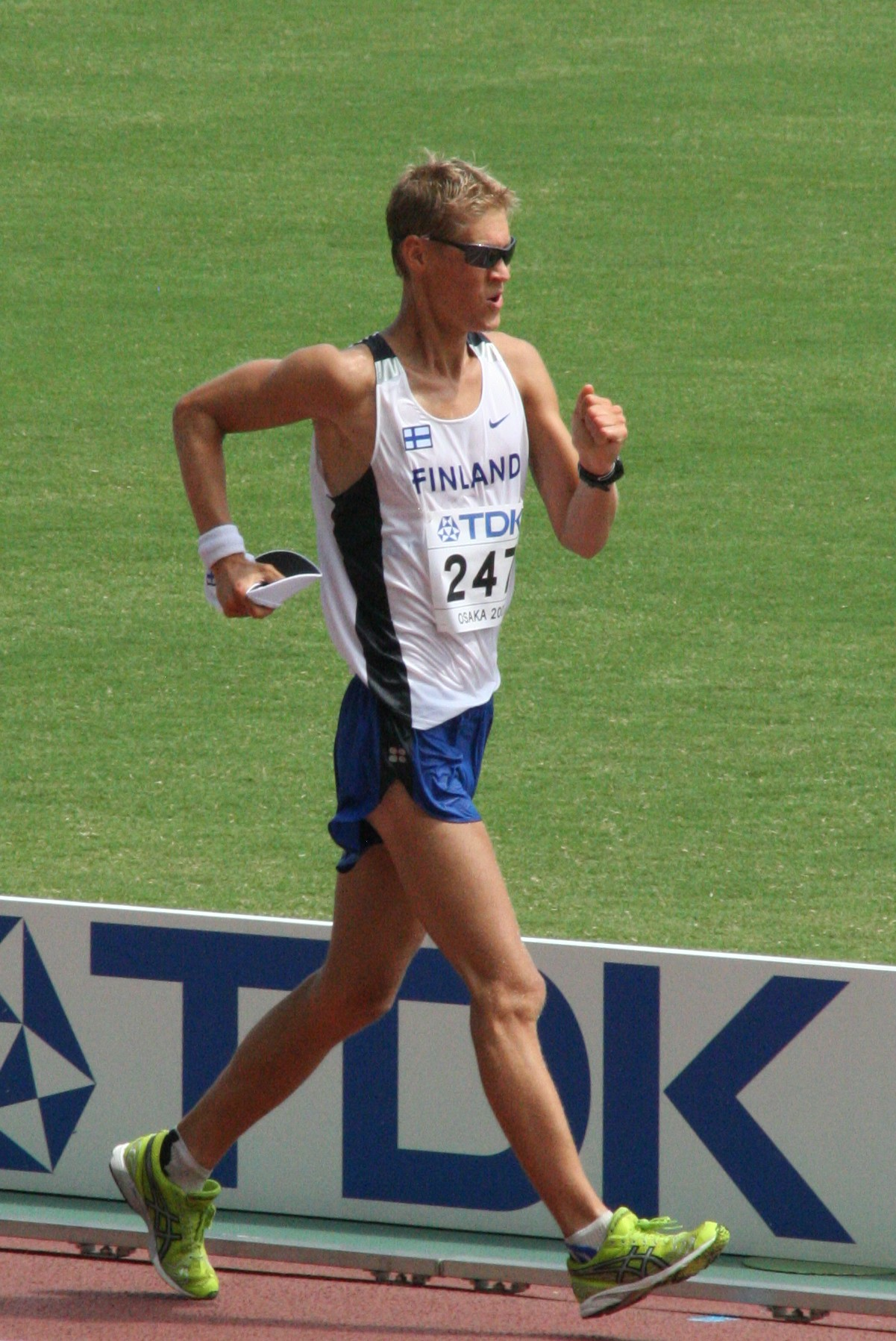
Antti Kempas – Rang 38
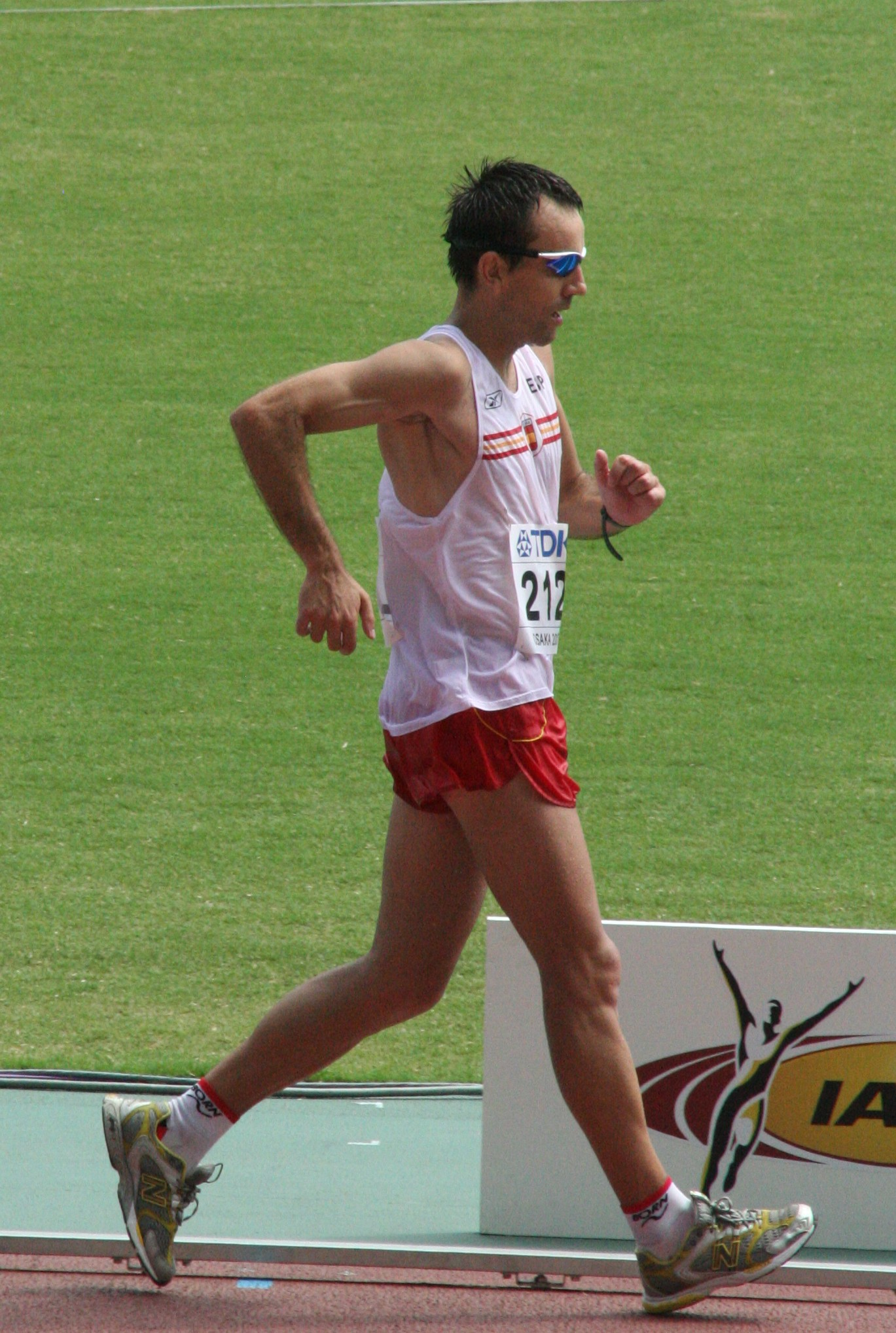
Mikel Odriozola – Rang 39
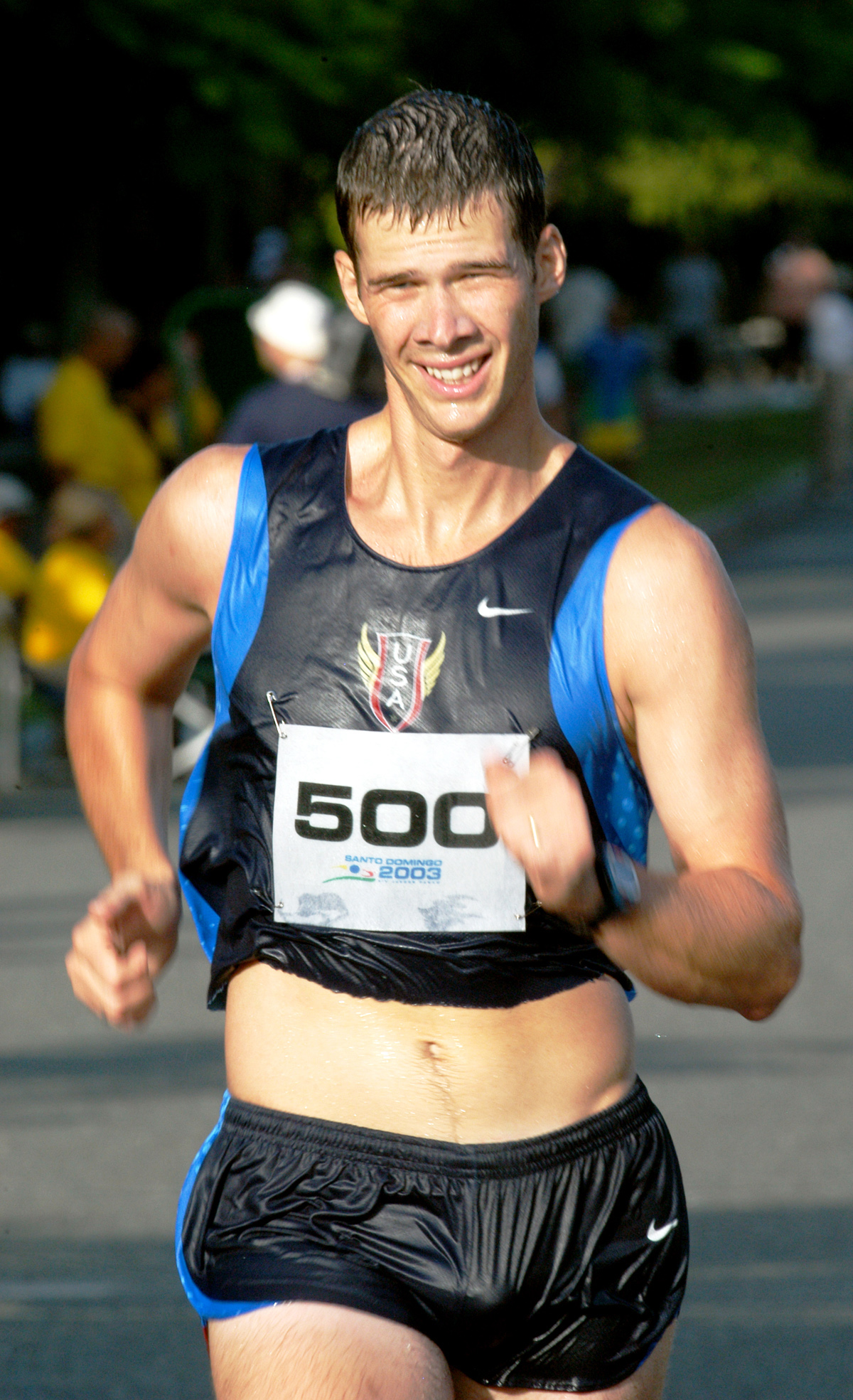
John Nunn – Rang vierzig
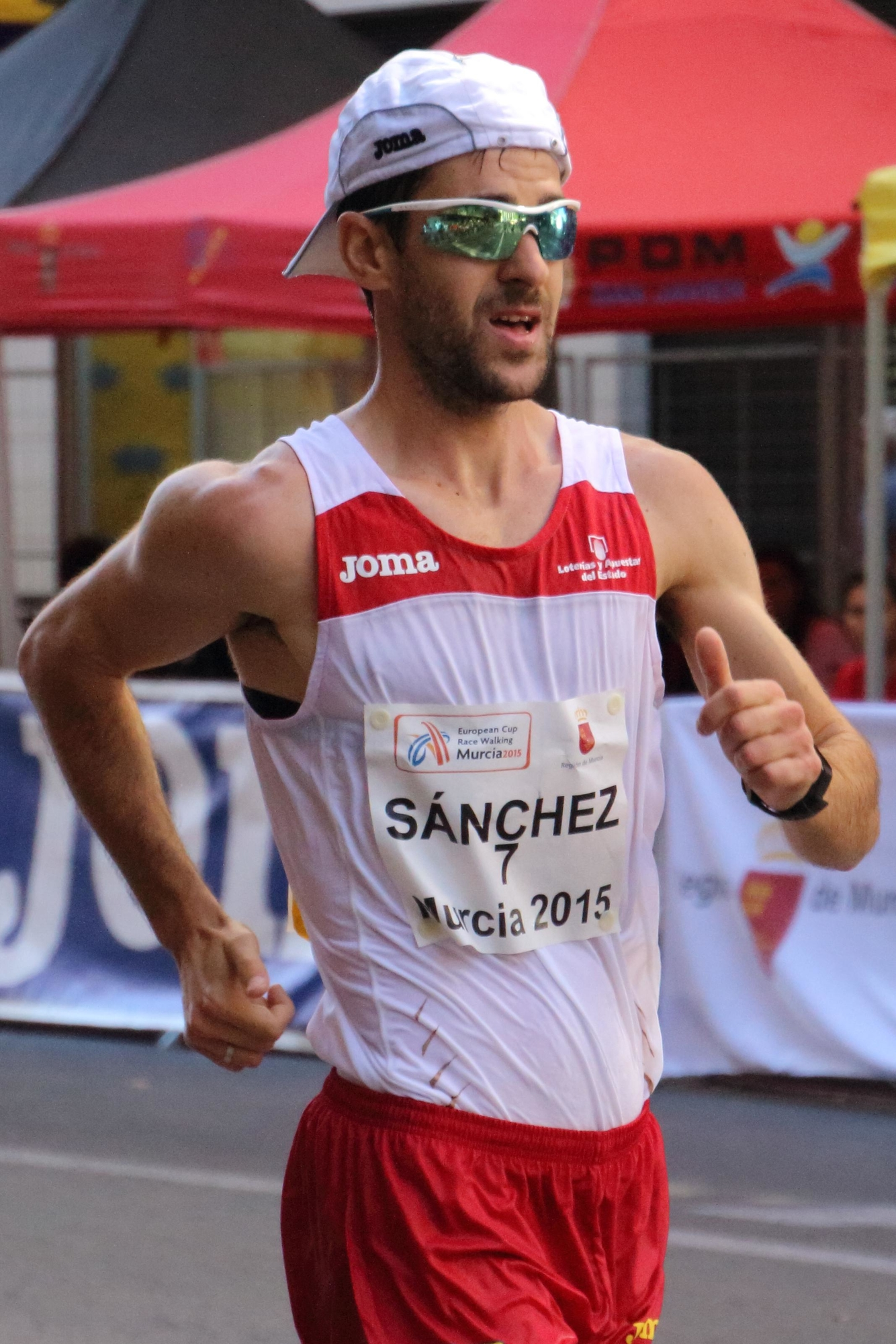
Benjamín Sánchez – Rang 47
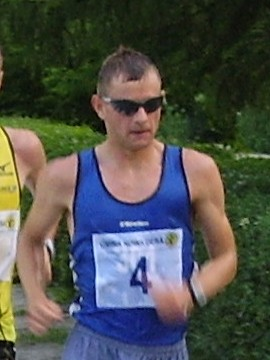
Rafał Fedaczyński – nicht im Ziel
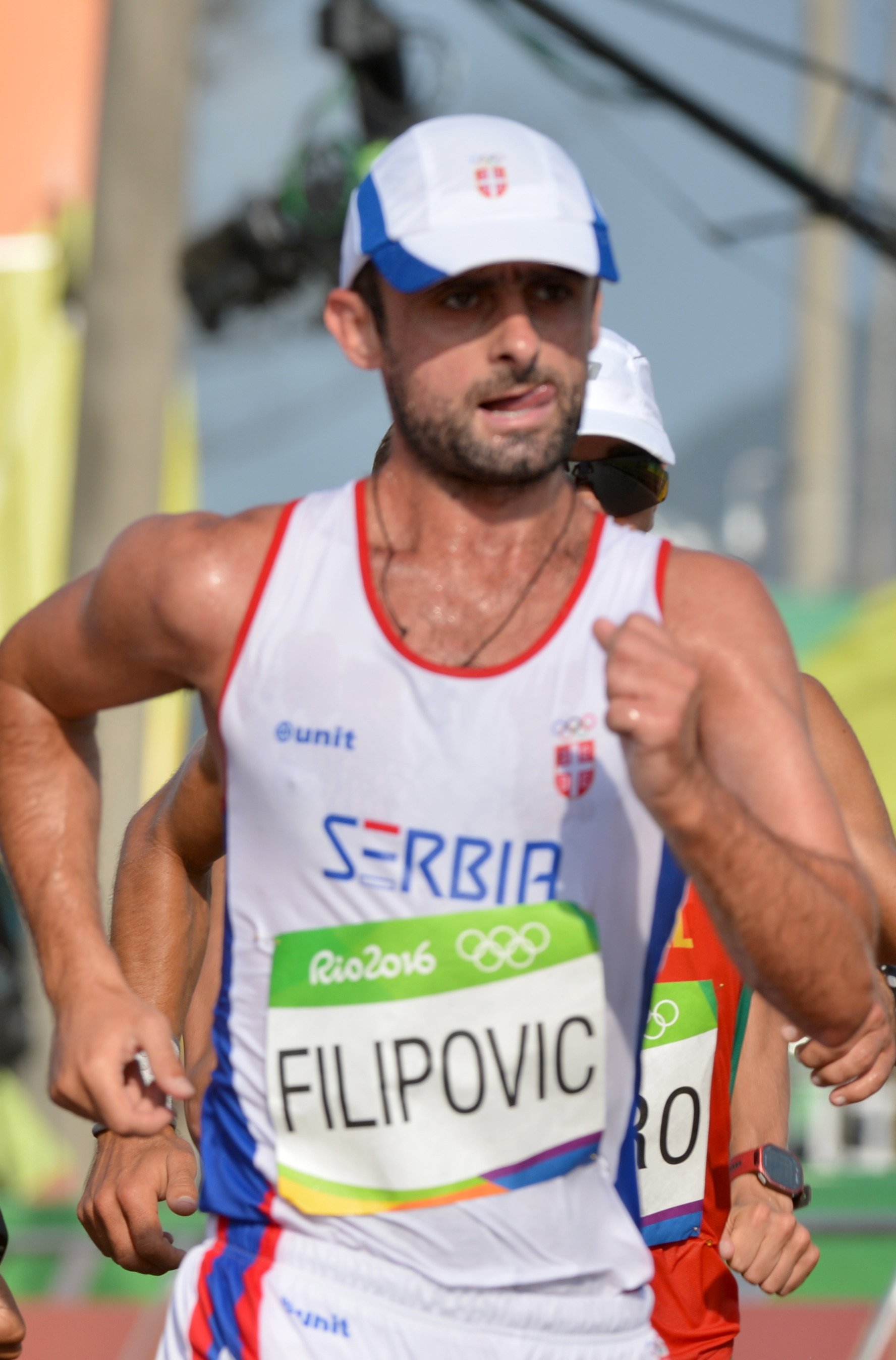
Nenad Filipović – nicht im Ziel
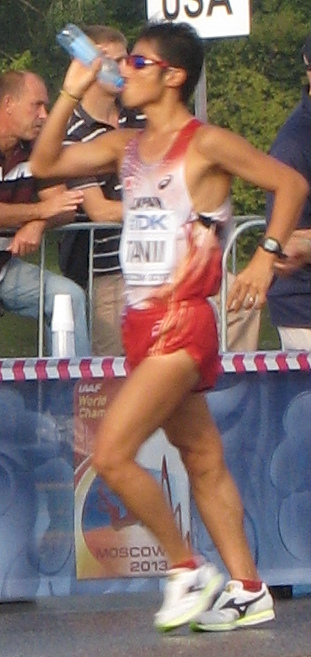
Takayuki Tanii – nicht im Ziel
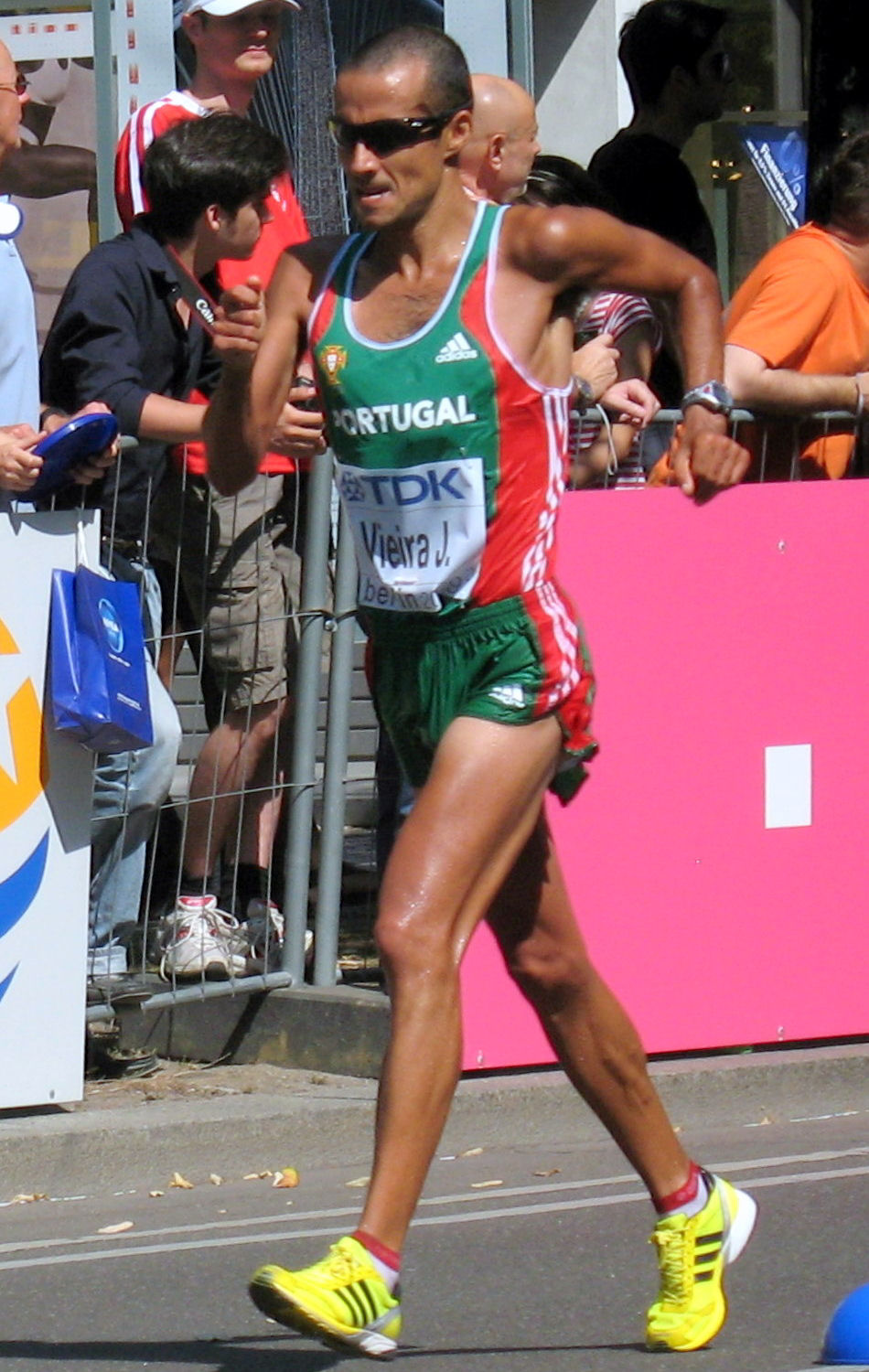
João Vieira – nicht im Ziel
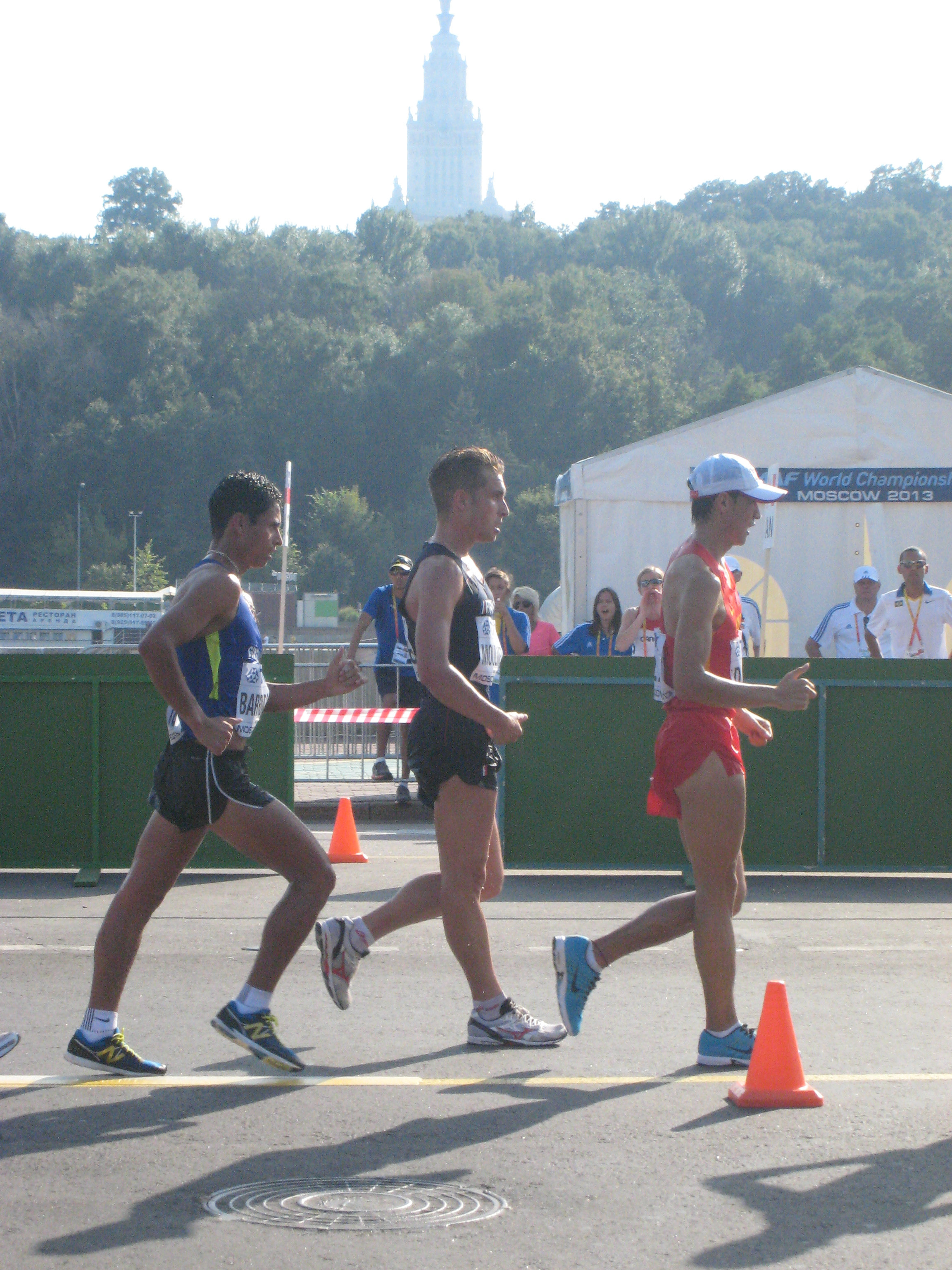
Erick Barrondo (links) – disqualifiziert
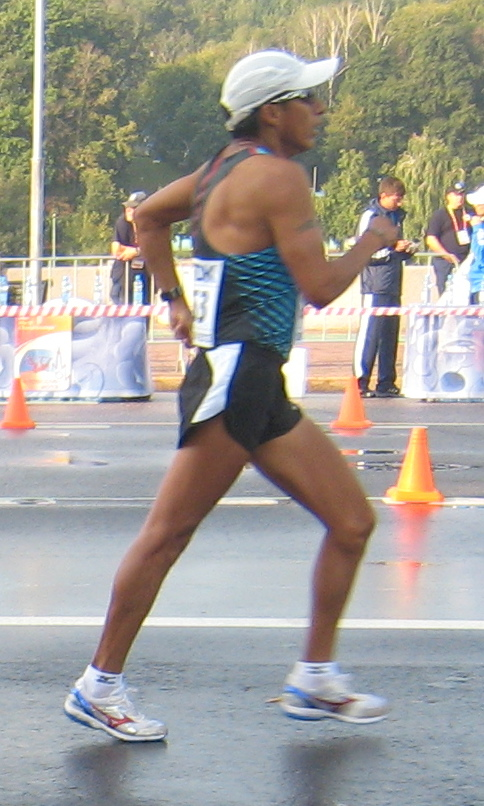
Andrés Chocho – disqualifiziert
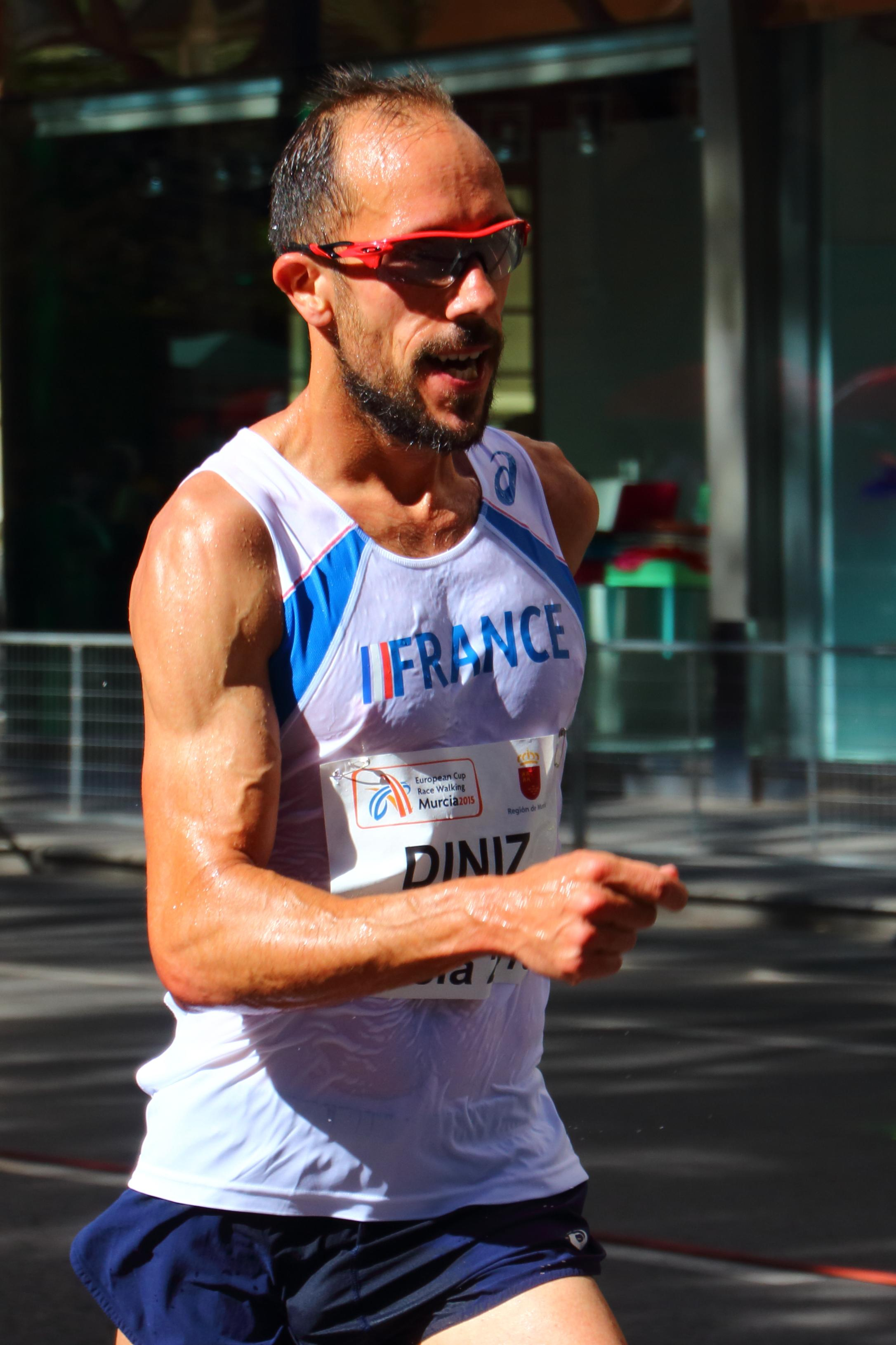
Yohann Diniz – disqualifiziert
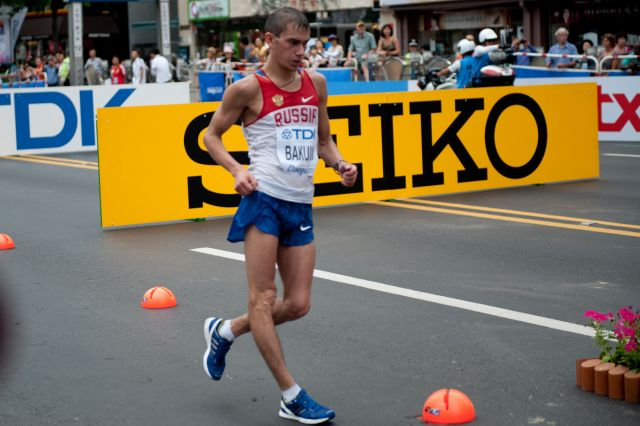
Sergei Bakulin – gedopt und disqualifiziert

## Videolinks
- Athletics - Men 50km Walk - London 2012 Olympic Games, 3:55:50 min, youtube.com, abgerufen am 31. März 2022
- Athletics - Men 50km Walk - London 2012 Olympic Games, 4:37:52 min, youtube.com, abgerufen am 31. März 2022